# Seznam dinosaurů
Dinosauři představují jednu z nejpopulárnějších skupin vyhynulých organizmů (přesněji tzv. neptačí dinosauři, protože ptáci jsou dnes většinou vědců považováni za poslední přežívající skupinu teropodů). Dnes již známe díky velkému úsilí paleontologů celého světa kolem 1400 platných rodů neptačích dinosaurů (druhohorních zástupců nadřádu Dinosauria). Následující průběžně doplňovaný seznam zahrnuje všechny platné i dnes již neplatné rody dinosaurů, které věda v současnosti rozlišuje. Nejsou samozřejmě zahrnuti současní ani vyhynulí ptáci, kteří jsou — jak již bylo zmíněno — řazeni mezi vysoce vývojově vyspělé teropodní dinosaury. Pro druhohorní příbuzné dinosaurů viz také seznam ptakoještěrů.

## A

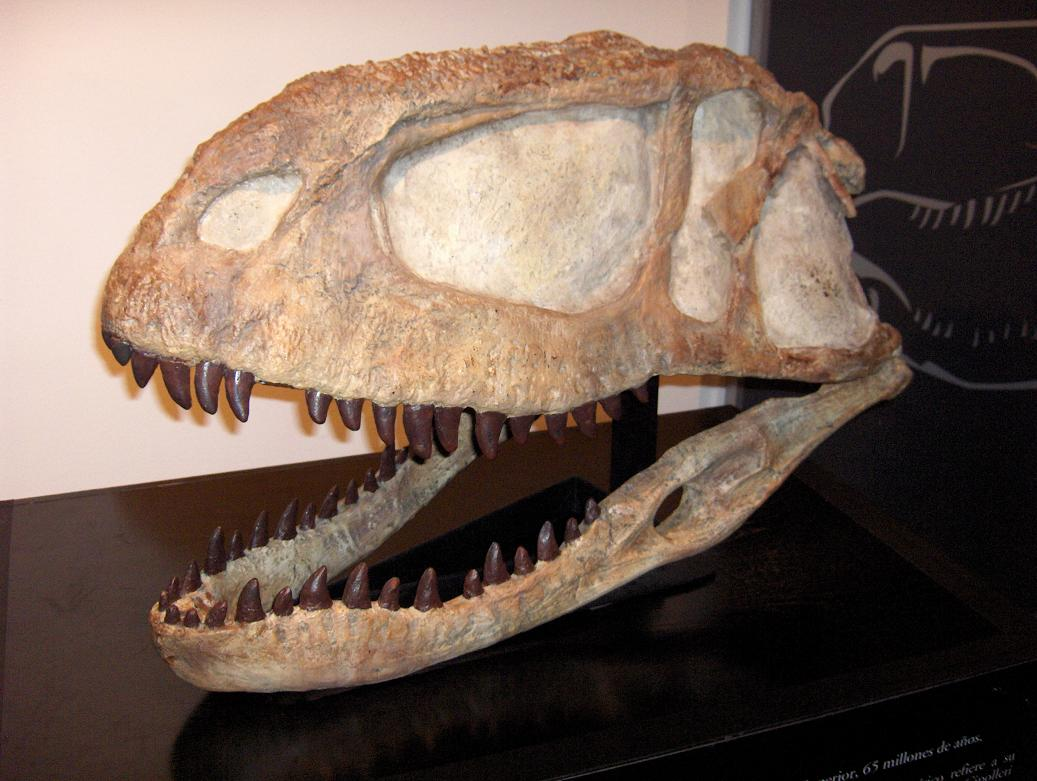
Lebka teropoda rodu Abelisaurus

- Aachenosaurus — zřejmě jen zkamenělé dřevo
- Aardonyx
- „Abdallahsaurus“ — nomen nudum, zřejmě Brachiosaurus nebo Giraffatitan
- Abdarainurus
- Abditosaurus
- Abelisaurus
- Abrictosaurus
- Abrosaurus
- Abydosaurus
- Acantholipan
- Acanthopholis
- Achelosaurus[4] — záměna písmen rodu Achelousaurus
- Achelousaurus
- Acheroraptor
- Achillesaurus
- Achillobator
- Acracanthus — původní neplatné jméno rodu Acrocanthosaurus
- Acristavus
- Acrocanthosaurus
- Actiosaurus — zřejmě ichtyosaurus
- Adamantisaurus
- Adasaurus
- Adelolophus
- Adeopapposaurus
- Adratiklit
- Adynomosaurus
- Aegyptosaurus
- Aeolosaurus
- Aepisaurus
- Aepyornithomimus
- Aerosteon
- Aetonyx — zřejmě mladší synonymum rodu Massospondylus
- Afromimus
- Afrovenator
- Agathaumas
- Aggiosaurus — ve skutečnosti metriorhynchidní krokodýl
- Agilisaurus
- Agnosphitys
- Agrosaurus — zřejmě mladší synonymum rodu Thecodontosaurus
- Agujaceratops
- Agustinia
- Ahshislepelta
- Ahvaytum
- „Airakoraptor“ — nomen nudum
- Ajancingenia
- Ajkaceratops
- Ajnabia
- Akainacephalus
- Alamosaurus
- „Alashansaurus“ — nomen nudum
- Alaskacephale
- Albalophosaurus
- Albertaceratops
- Albertadromeus
- Albertavenator
- Albertonykus
- Albertosaurus
- Albinykus
- Albisaurus — nedinosauří plazi
- Alcmonavis — zástupce skupiny Avialae
- Alcovasaurus
- Alectrosaurus
- Aletopelta
- Algoasaurus
- Alioramus
- Aliwalia — mladší synonymum rodu Eucnemesaurus

- Allosaurus
- Almas
- Alnashetri
- Alocodon
- Alpkarakush
- Altirhinus
- Altispinax
- Alvarezsaurus — zřejmě pták
- Alwalkeria
- Alxasaurus
- Amanzia
- Amargasaurus
- Amargatitanis
- Amazonsaurus
- Ambopteryx
- Ammosaurus
- Ampelognathus
- Ampelosaurus
- Amphicoelias

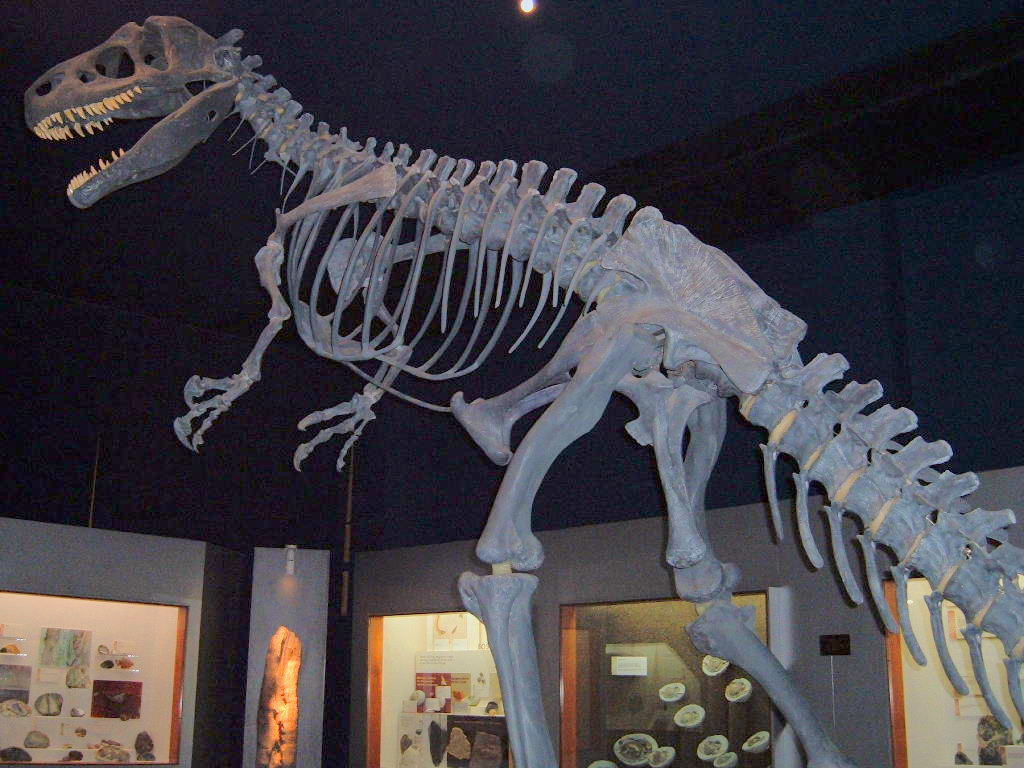
Kostra rodu Allosaurus.

- „Amphicoelicaudia“ — nomen nudum; zřejmě Huabeisaurus
- „Amphisaurus“ — preokupované jméno, dnes jako Anchisaurus
- Amtocephale
- Amtosaurus — zřejmě Talarurus
- Amurosaurus
- Amygdalodon
- Anabisetia
- Analong
- Anasazisaurus
- Anatosaurus — mladší synonymum rodu Edmontosaurus
- Anatotitan
- Angolatitan
- Anchiceratops
- Anchisaurus
- Andesaurus
- Angaturama — zřejmě mladší synonymum rodu Irritator
- „Angloposeidon“[5][6] — nomen nudum
- Angulomastacator
- Anhuilong
- Aniksosaurus
- Animantarx
- Ankistrodon — zřejmě jen proterosuchidní archisauriform
- Ankylosaurus
- Anodontosaurus — mladší synonymum rodu Euoplocephalus nebo Dyoplosaurus
- Anomalipes
- Anoplosaurus
- Anserimimus
- Antarctopelta
- Antarctosaurus

- Antetonitrus
- Anthodon — zřejmě pareiasaur

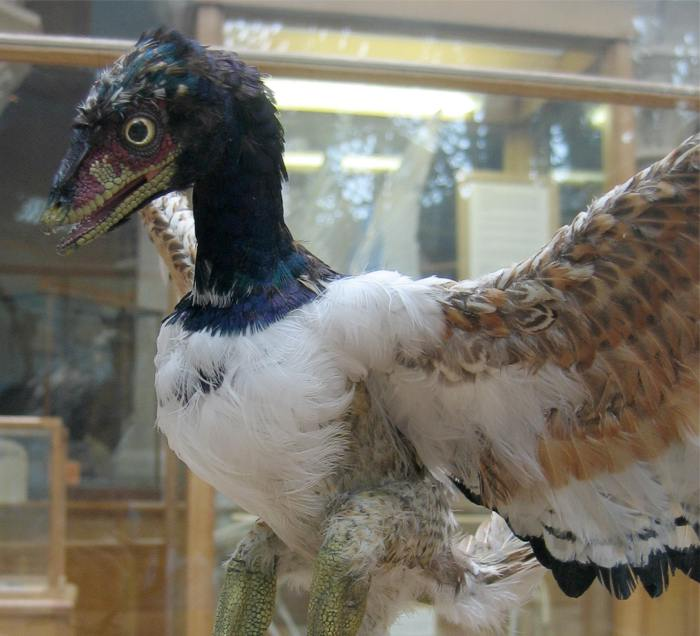
Model rodu Archaeopteryx.

- Antrodemus — zřejmě mladší synonymum rodu Allosaurus
- Anzu
- Aoniraptor
- Aorun
- Apatodon — zřejmě mladší synonymum rodu Allosaurus
- Apatoraptor
- Apatosaurus — známý spíše jako Brontosaurus
- Appalachiosaurus
- Aquilarhinus
- Aquilops[7][8]
- Arackar
- Aragosaurus
- Aralosaurus
- Aratasaurus
- „Araucanoraptor“ — nomen nudum; Neuquenraptor
- Arcovenator
- Arcusaurus
- Archaeoceratops
- Archaeocursor
- Archaeodontosaurus
- Archaeopteryx — zřejmě jde o ptáka (skrz definici)
- „Archaeoraptor“ — dnes známý jako pták Yanornis a dromeosaurid Microraptor
- Archaeornis — mladší synonymum ptáka rodu Archaeopteryx
- Archaeornithoides
- Archaeornithomimus
- Archaeovolans — mladší synonymum ptáka rodu Yanornis
- Arctosaurus — jedná se o jakýsi druh nedinosauřího plaza
- Ardetosaurus
- Arenysaurus
- Argentinosaurus
- Argyrosaurus
- Aristosaurus — mladší synonymum rodu Massospondylus
- Aristosuchus
- Arizonasaurus — jedná se o rauisuchida
- „Arkanosaurus“ — jiné jméno pro rod „Arkansaurus“
- „Arkansaurus“ — nomen nudum
- Arkharavia
- Arrhinoceratops
- Arstanosaurus
- Asfaltovenator
- Asiaceratops
- Asiamericana
- Asiatosaurus
- Asiatyrannus
- Astigmasaura
- Astrodon
- Astrodonius — mladší synonymum rodu Astrodon
- Astrodontaurus — mladší synonymum rodu Astrodon
- Astrophocaudia
- Asylosaurus
- Atacamatitan
- Atlantosaurus — zřejmě mladší synonymum rodu Apatosaurus nebo Camarasaurus
- Atlasaurus
- Atlascopcosaurus
- Atrociraptor
- Atsinganosaurus
- Aublysodon

- Aucasaurus

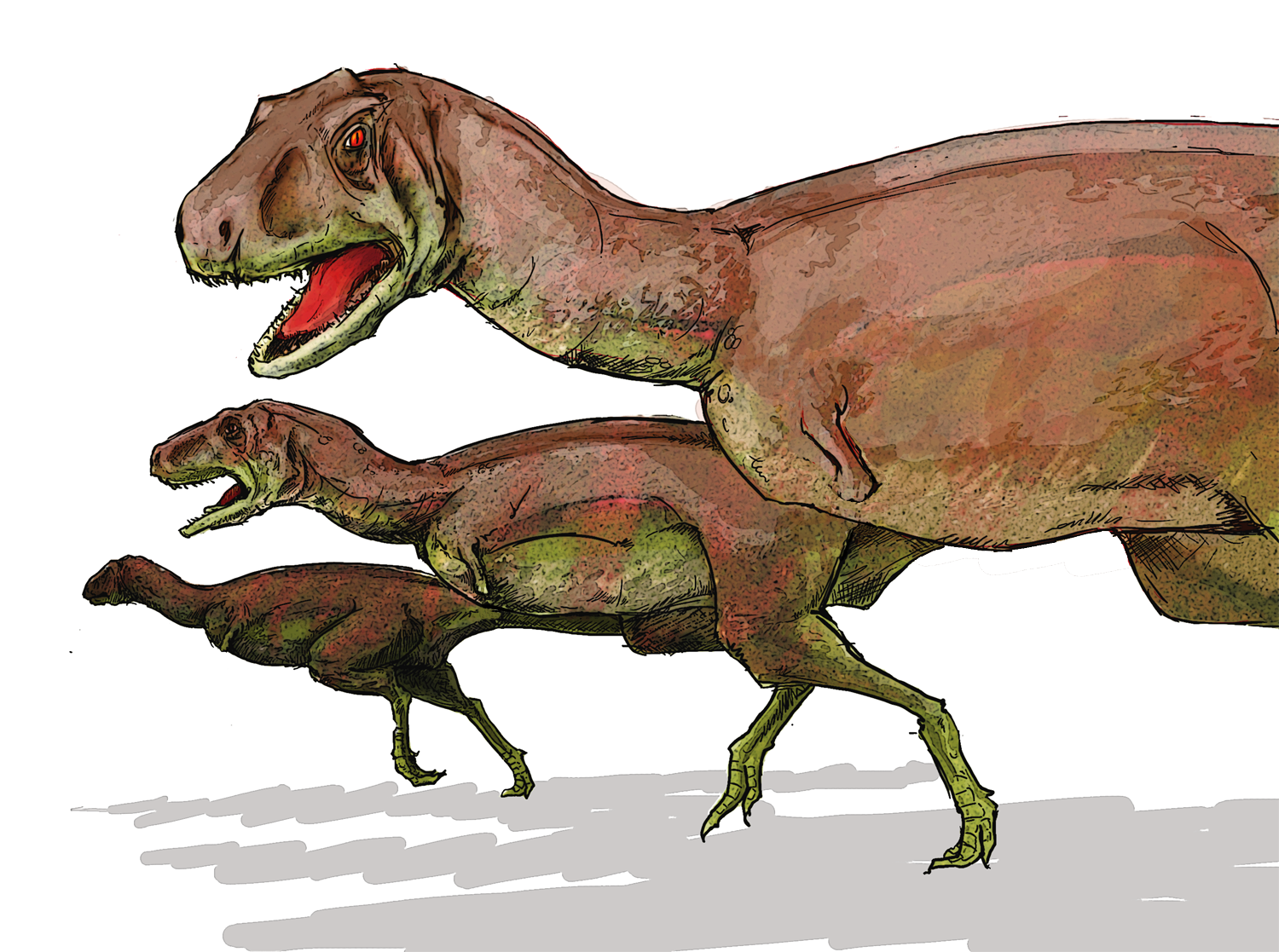
Umělecká představa teropodů rodu Aucasaurus.

- „Augustia“ — preokupované jméno, dnes známé jako Agustinia
- Augustynolophus
- Auroraceratops
- Aurornis
- Australodocus
- Australotitan
- Australovenator
- Austrocheirus
- Austroposeidon
- Austroraptor
- Austrosaurus
- Avaceratops
- „Avalonia“ — preokupované jméno, dnes známé jako Avalonianus
- Avalonianus — zřejmě nedinosauří archosaur
- Aviatyrannis
- Avimimus
- Avipes — zřejmě nedinosauří dinosauromorf
- Avisaurus — jedná se o enantiornithinního ptáka
- Azendohsaurus — pravděpodobně nedinosauří plaz

## B
| Obsah: | A B C D E F G H I J K L M N O P Q R S T U V W X Y Z — Viz také |

- Baalsaurus
- Bactrosaurus
- Bagaceratops
- Bagaraatan
- Bagualia
- Bagualosaurus
- Bahariasaurus
- Bainoceratops
- Baiyinosaurus
- Bajadasaurus
- „Bakesaurus“ — nomen nudum
- Balaur
- Balochisaurus
- Bambiraptor
- Banji
- Bannykus
- Baotianmansaurus
- Barapasaurus
- Barilium
- Barosaurus

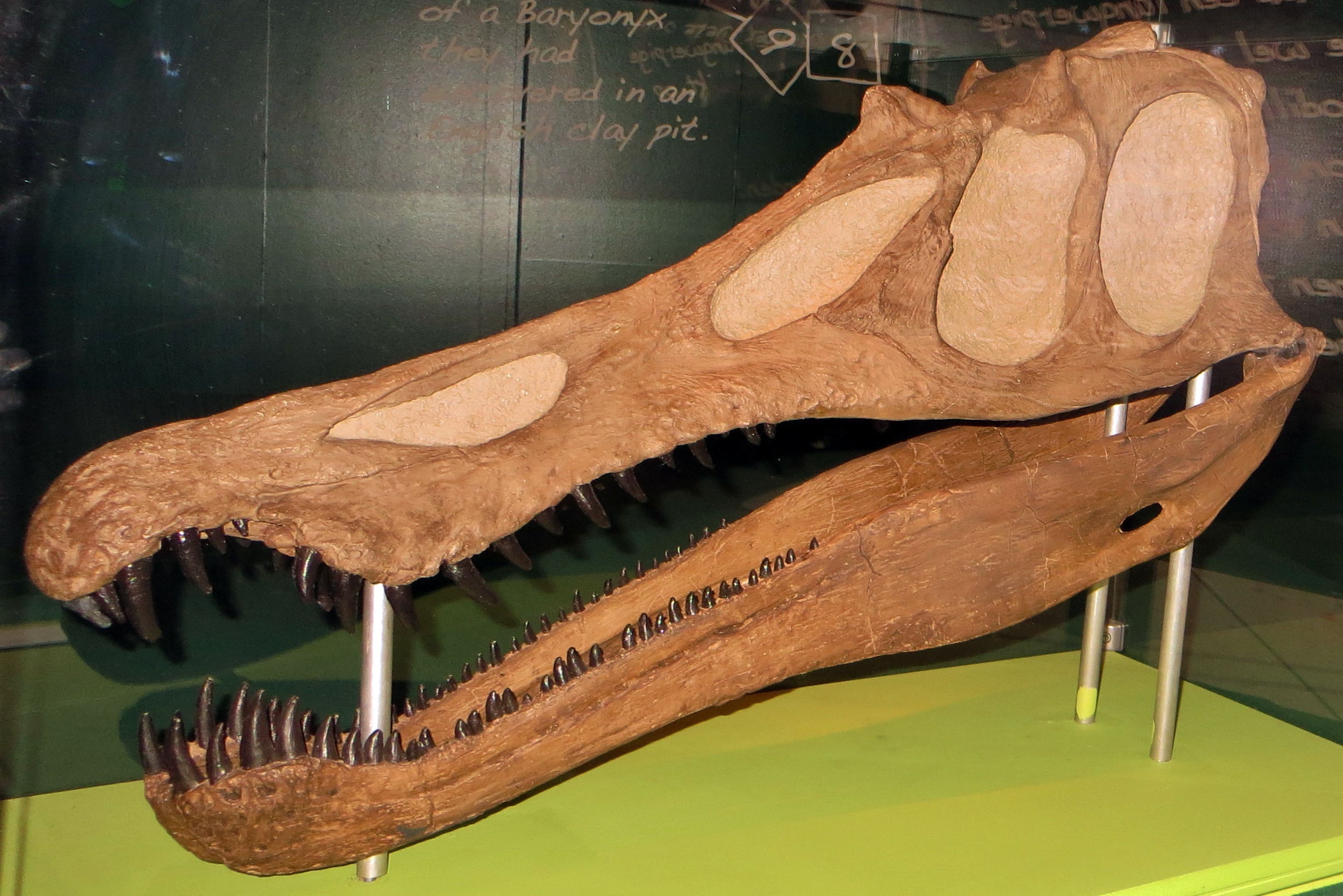
Lebka dinosaura rodu baryonyx

- Barrosasaurus
- Barsboldia
- Baryonyx
- Bashanosaurus
- „Bashunosaurus“ — nomen nudum?[9]
- Basutodon — jde o nedinosauřího archosaura
- Bathygnathus — jedná se o pelykosaurida
- Batyrosaurus
- Baurutitan
- Bayannurosaurus
- „Bayosaurus“ — nomen nudum
- Becklespinax
- „Beelemodon“ — nomen nudum
- Beg
- Beibeilong
- Beipiaosaurus
- Beishanlong
- Bellusaurus
- Belodon — jde o zástupce fytosaurida
- Berberosaurus
- Berthasaura
- Betasuchus
- Bienosaurus
- Bihariosaurus
- „Bilbeyhallorum“ — nomen nudum; Cedarpelta
- Bissektipelta
- Bistahieversor
- Bisticeratops
- „Blancocerosaurus“ — nomen nudum, zřejmě Brachiosaurus nebo Giraffatitan
- Blasisaurus
- Blikanasaurus
- Bolong
- Bonapartenykus
- Bonapartesaurus
- Bonatitan
- Bonitasaura
- Borealopelta
- Borealosaurus
- Boreonykus
- Borogovia
- Bothriospondylus

- Brachiosaurus
- Brachyceratops
- Brachylophosaurus
- Brachypodosaurus

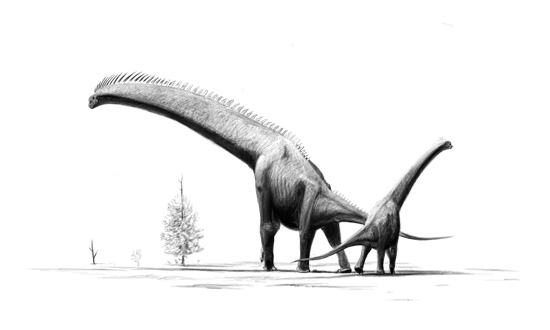
Nákres páru brachiosaurů.

- Brachyrophus — mladší synonymum rodu Camptosaurus
- Brachytaenius — jde o pozůstatky nedinosauřího plaza, zřejmě stejného jako Dakosaurus
- Brachytrachelopan
- Bradycneme
- Brasileosaurus — jde o nedinosauřího archosaura
- Brasilotitan
- Bravasaurus
- Bravoceratops
- Breviceratops
- Breviparopus — pouze ichnogenus
- Brighstoneus
- „Brohisaurus“ — nomen nudum
- Brontomerus
- „Brontoraptor“ — nomen nudum
- Brontosaurus — možná mladší synonymum rodu Apatosaurus
- Bruhathkayosaurus
- Bugenasaura
- Buitreraptor
- Burianosaurus
- Buriolestes
- Bustingorrytitan
- „Byranjaffia“ — nomen nudum; Byronosaurus
- Byronosaurus

## C
| Obsah: | A B C D E F G H I J K L M N O P Q R S T U V W X Y Z — Viz také |

- Caenagnathasia

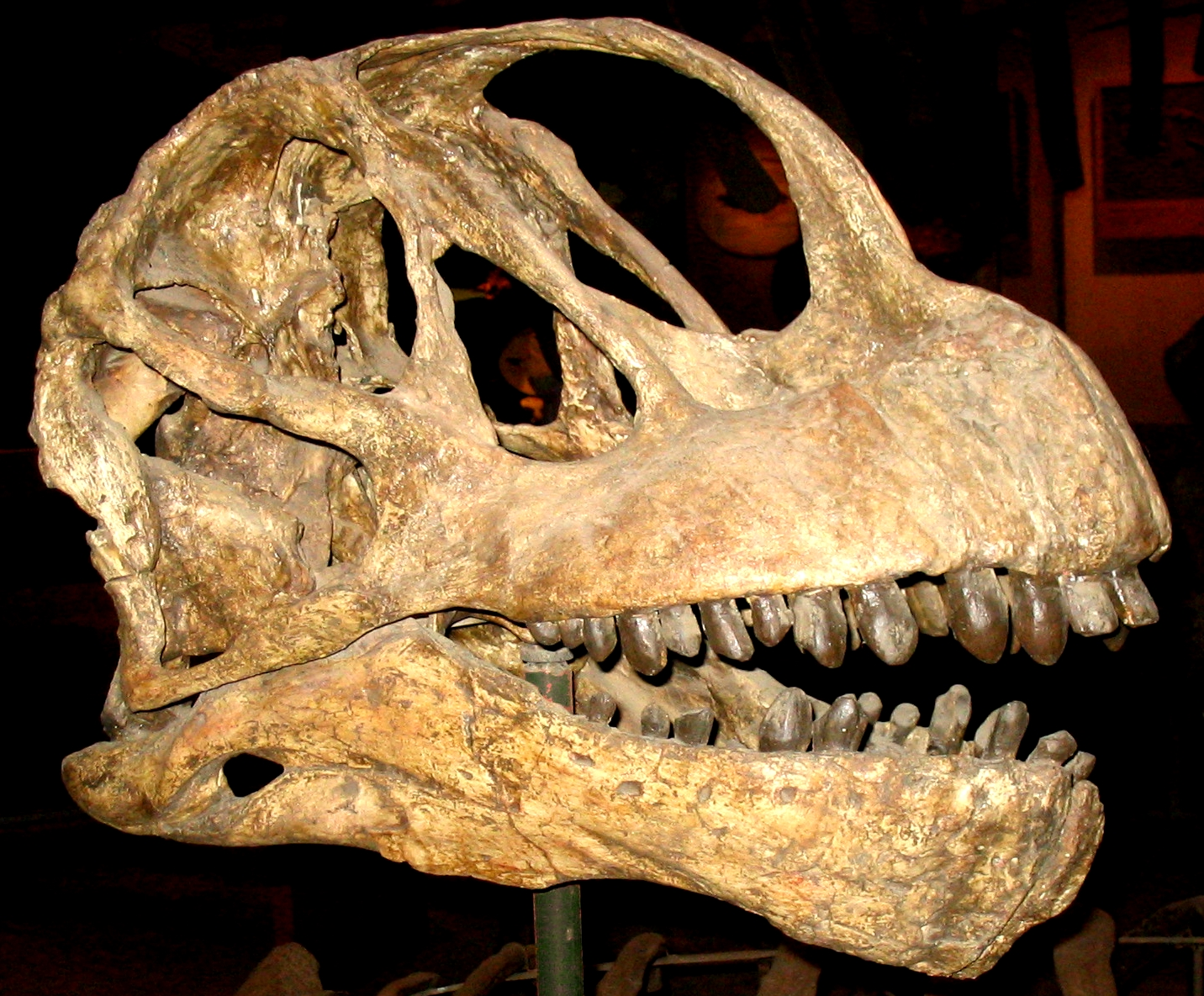
Lebka rodu Camarasaurus.

- Caenagnathus — zřejmě mladší synonymum rodu Chirostenotes
- Caieiria
- Caihong
- Calamosaurus
- Calamospondylus (Fox, 1866)
- „Calamospondylus“ (Lydekker, 1889) — dnes Calamosaurus
- Caletodraco
- Callovosaurus
- Calvarius
- Camarasaurus
- Camarillasaurus
- Camelotia
- Campananeyen
- Camposaurus
- „Camptonotus“ — dnes Camptosaurus
- Camptosaurus
- „Campylodon“ — dnes Campylodoniscus
- Campylodoniscus
- Canardia
- „Capitalsaurus“ — nomen nudum
- Carcharodontosaurus
- Cardiodon
- „Carnosaurus“ — nomen nudum, zřejmě nesprávně přepsaný pojem „karnosaur“
- Carnotaurus
- Caseosaurus
- Cathartesaura
- Cathetosaurus — mladší synonymum rodu Camarasaurus
- Caudipteryx
- Caudocoelus — mladší synonymum rodu Teinurosaurus
- Caulodon — mladší synonymum rodu Camarasaurus
- Cedarosaurus
- Cedarpelta
- Cedrorestes
- Centemodon — ve skutečnosti fytosaur
- Centrosaurus
- Cerasinops
- Ceratops

- Ceratosaurus
- Ceratosuchops
- Cetiosauriscus
- Cetiosaurus
- Chadititan
- Chakisaurus
- Changchunsaurus
- „Changdusaurus“ — nomen nudum
- Changmiania

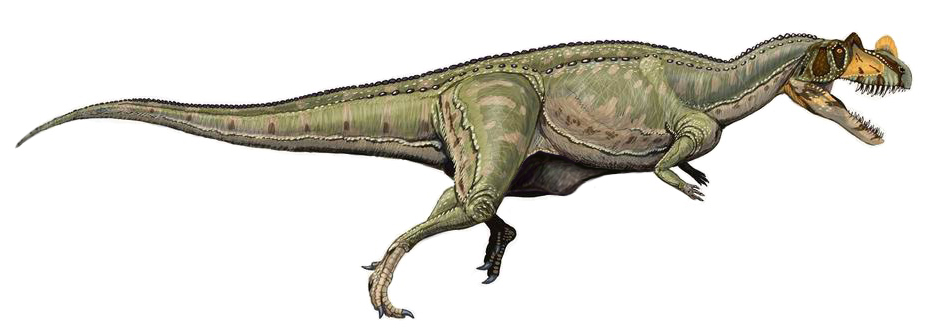
Ilustrace rodu Ceratosaurus.

- „Changtusaurus“ — jiný přepis rodu „Changdusaurus“
- Changyuraptor
- Chaoyangosaurus — správně Chaoyangsaurus
- Chaoyangsaurus
- Charonosaurus
- Chasmosaurus
- Chassternbergia — mladší synonymum rodu Edmontonia
- Chebsaurus
- Chenanisaurus
- Cheneosaurus — mladší synonymum rodu Hypacrosaurus
- Chialingosaurus
- Chiayusaurus
- Chienkosaurus — zřejmě mix pozůstatků krokodýla a teropoda rodu (Szechuanosaurus)
- „Chihuahuasaurus“ — nomen nudum; Sonorasaurus
- Chilantaisaurus
- Chilesaurus
- Chindesaurus
- Chingkankousaurus
- Chinshakiangosaurus
- Chirostenotes
- Choconsaurus
- Chondrosteosaurus
- Chondrosteus[10] — zřejmě chybný přepis rodu Chondrosteosaurus
- Choyrodon
- Chromogisaurus
- Chuandongocoelurus
- Chuanjiesaurus
- Chuanqilong
- Chubutisaurus
- Chucarosaurus
- Chungkingosaurus
- Chuxiongosaurus
- Cienciargentina
- „Cinizasaurus“[11] — nomen nudum
- Cionodon
- Citipati
- Citipes
- Cladeiodon — zřejmě nedinosauří archosaurus (Polonosuchus)
- Claorhynchus — zřejmě Triceratops
- Claosaurus
- Clarencea — ve skutečnosti sphenosuchian rodu (Sphenosuchus)
- Clasmodosaurus
- Clepsysaurus — ve skutečnosti nedinosauří archosaurus, s výjimkou druhu C. fraserianus, který je součástí rodu Palaeosaurus
- „Clevelanotyrannus“ — nomen nudum; Nanotyrannus
- Coahuilaceratops
- Coahuilasaurus
- Coelophysis
- „Coelosaurus“ — dnes rod Ornithomimus a Archaeornithomimus.
- Coeluroides
- Coelurosauravus — ve skutečnosti prolacertiformní archosauromorf[12]
- „Coelurosaurus“ — nomen nudum, zřejmě chybný přepis angl. slova „coelurosaur“
- Coelurus
- Colepiocephale
- Colonosaurus — mladší synonymum ptáka druhu Ichthyornis dispar
- „Coloradia“ — dnes Coloradisaurus
- Coloradisaurus
- „Colossosaurus“ — nomen nudum; Pelorosaurus
- Comahuesaurus
- „Comanchesaurus“[11] — nomen nudum
- Compsognathus
- Compsosuchus
- Comptonatus
- Concavenator
- Conchoraptor
- Condorraptor
- Convolosaurus

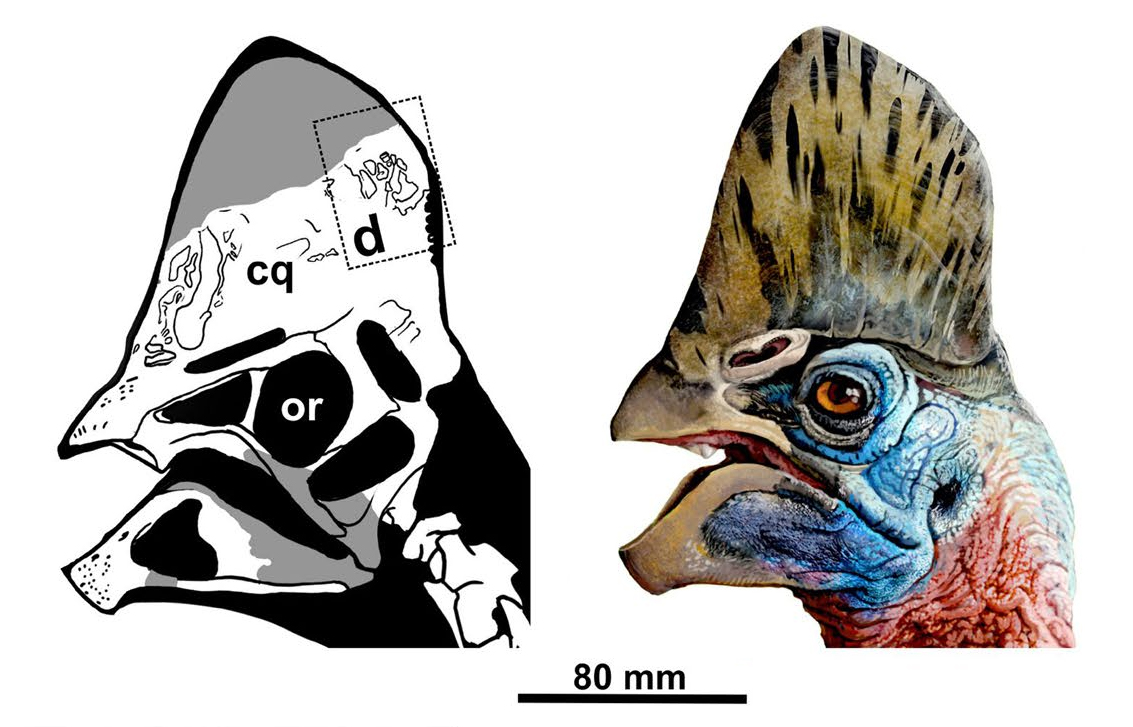
Hlava dinosaura rodu Corythoraptor

- Coronosaurus
- Corythoraptor
- Corythosaurus
- Craspedodon
- Crataeomus — mladší synonymum rodu Struthiosaurus
- Craterosaurus
- Creosaurus — mladší synonymum rodu Allosaurus
- Crichtonpelta
- Crichtonsaurus
- Cristatusaurus
- Crittendenceratops
- Crosbysaurus — ve skutečnosti archosauriform
- Cruxicheiros
- Cryolophosaurus
- Cryptodraco — mladší synonymum rodu Cryptosaurus
- „Cryptoraptor“[11] — nomen nudum
- Cryptosaurus
- Cryptovolans
- Cumnoria — dříve mladší synonymum rodu Camptosaurus
- „Cylindricodon“ — dnes Hylaeosaurus
- Cystosaurus — krokodýl, typografickou chybou zaměněn za rod Cryptosaurus

## D
| Obsah: | A B C D E F G H I J K L M N O P Q R S T U V W X Y Z — Viz také |

- Daanosaurus
- Dacentrurus
- Daemonosaurus
- Dahalokely
- „Dachongosaurus“ — nomen nudum
- „Dachungosaurus“[13] — jiný přepis rodového jména „Dachongosaurus“
- Dakosaurus — nejspíše metriorynchidní krokodýl
- Dakotadon
- Dakotaraptor
- Daliansaurus
- „Damalasaurus“ — nomen nudum
- Dandakosaurus
- Danubiosaurus — mladší synonymum rodu Struthiosaurus
- „Daptosaurus“ — nomen nudum; první označení rodu Deinonychus
- Dashanpusaurus
- Daspletosaurus
- Dasygnathoides — jde o nedinosauřího archosaura, mladší synonymum rodu Ornithosuchus
- „Dasygnathus“ — preokupovaný název, změněn na Dasygnathoides
- Datai
- Datanglong
- Datonglong
- Datousaurus
- Daurlong
- Daxiatitan
- Deinocheirus
- Deinodon — zřejmě Gorgosaurus
- Deinonychus
- Delapparentia
- Deltadromeus
- Demandasaurus
- Denversaurus
- Deuterosaurus — jedná se o terapsida
- Diamantinasaurus
- Dianchungosaurus — ve skutečnosti krokodýl
- Diceratops — synonymum rodu Nedoceratops, obě jména jsou ale nomen dubium
- Diclonius
- Dicraeosaurus
- Didanodon — zřejmě mladší synonymum rodu Lambeosaurus
- Dilong
- Dilophosaurus
- Diluvicursor
- Dimodosaurus — mladší synonymum rodu Plateosaurus
- Dineobellator
- Dinheirosaurus
- Dinodocus
- „Dinosaurus“ — preokupovaný název, nyní známý jako Gresslyosaurus
- Dinotyrannus — mladší synonymum rodu Tyrannosaurus
- Diplodocus
- Diplotomodon
- Diracodon — mladší synonymum rodu Stegosaurus
- Diuqin
- Dolichosuchus
- Dollodon
- „Domeykosaurus“ — nomen nudum
- Dongbeititan
- Dongyangopelta
- Doratodon — ve skutečnosti krokodýl
- Dornraptor
- Doryphorosaurus — mladší synonymum rodu Kentrosaurus
- Draconyx
- Dracorex
- Dracopelta
- Dracoraptor[14][15]
- Dracovenator
- Dravidosaurus — jde nejspíš o plesiosaura
- Dreadnoughtus
- Drinker

- Dromaeosauroides
- Dromaeosaurus
- Dromiceiomimus

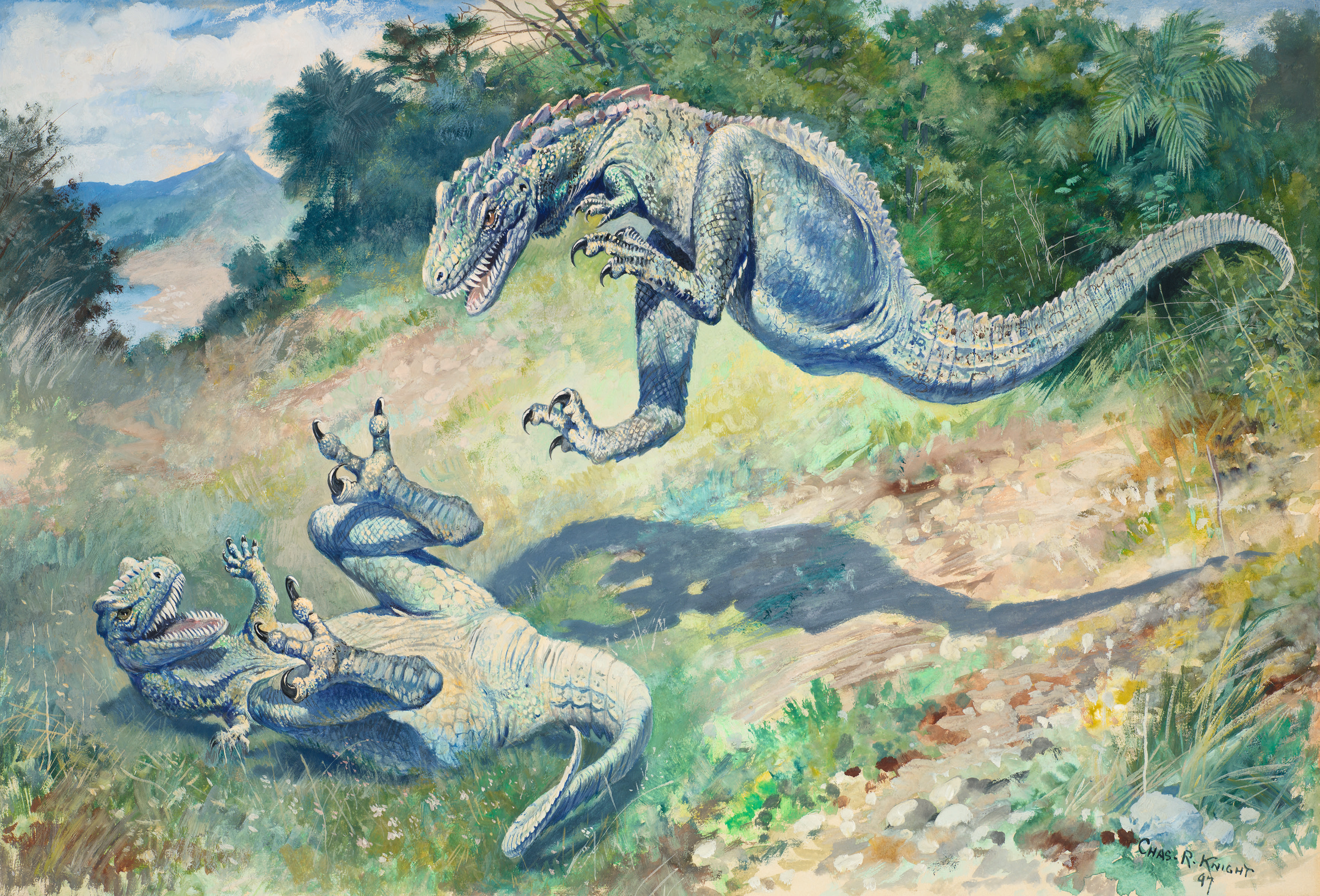
Obrázek rodu Laelaps Charlese Knighta, zobrazující dva dryptosaury v boji.

- Dromicosaurus — mladší synonymum rodu Massospondylus
- Drusilasaura
- Dryosaurus
- Dryptosauroides
- Dryptosaurus
- Dubreuillosaurus
- Duonychus
- Duriatitan
- Duriavenator
- Dynamosaurus — mladší synonymum rodu Tyrannosaurus[16]
- Dynamoterror
- Dyoplosaurus
- Dysalotosaurus
- Dysganus
- Dyslocosaurus
- Dystrophaeus
- Dystylosaurus — mladší synonymum rodu Supersaurus
- Dzharacursor
- Dzharaonyx
- Dzharatitanis

## E
| Obsah: | A B C D E F G H I J K L M N O P Q R S T U V W X Y Z — Viz také |

- Echinodon
- Edmarka
- Edmontonia
- Edmontosaurus
- Efraasia
- Einiosaurus
- Ekrixinatosaurus
- Elachistosuchus — není dinosaurus
- Elaltitan
- Elaphrosaurus
- Elemgasem
- Elmisaurus
- Elopteryx

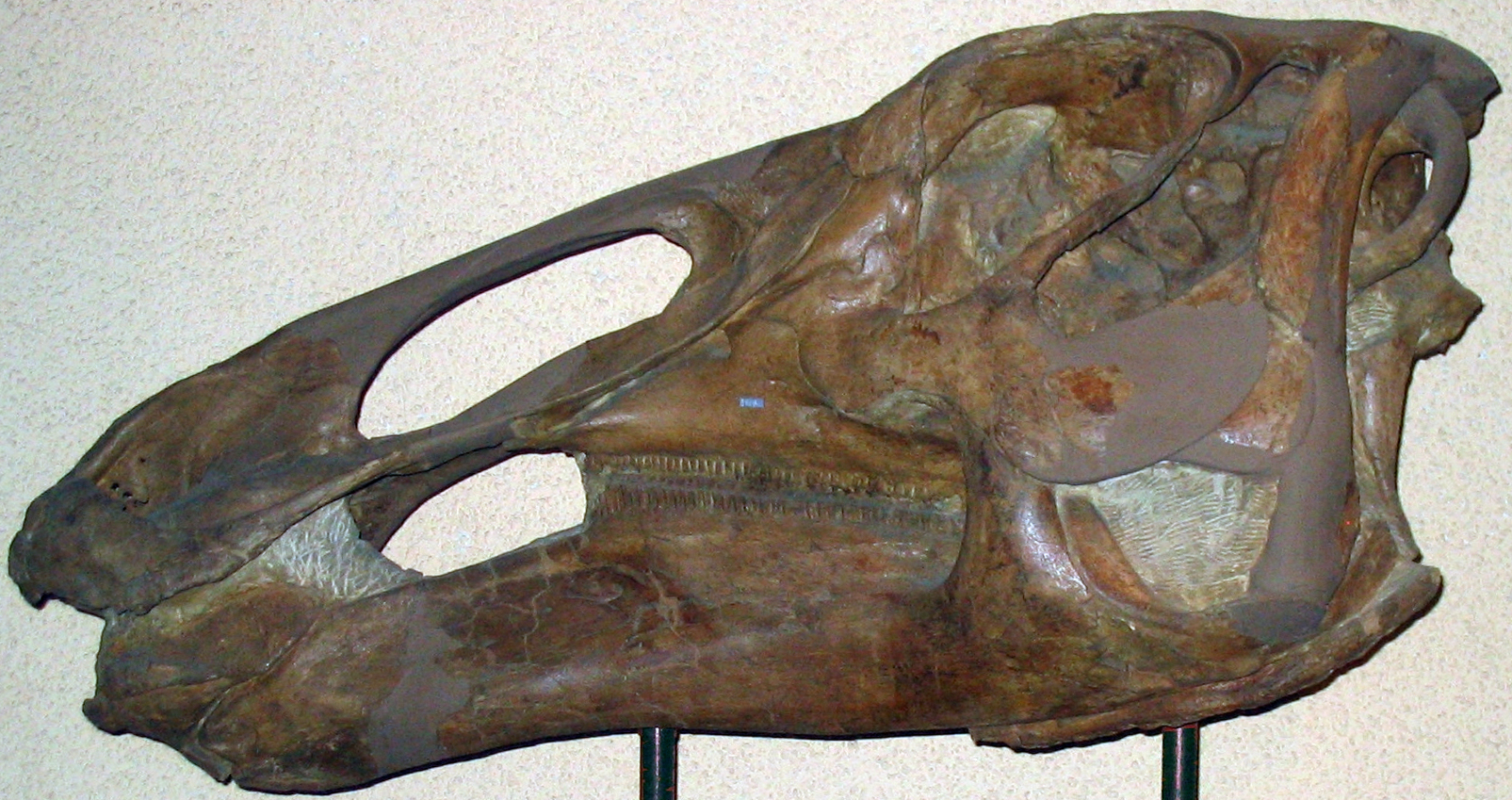
Lebka rodu Edmontosaurus.

- Elosaurus — mladší synonymum rodu Apatosaurus
- Elrhazosaurus
- „Elvisaurus“ — nomen nudum; Cryolophosaurus
- Emausaurus
- Embasaurus
- Emiliasaura
- Empaterias — chybný přepis jména Epanterias
- Enigmacursor
- Enigmosaurus
- Eoabelisaurus
- Eobrontosaurus
- Eocarcharia
- Eoceratops — mladší synonymum rodu Chasmosaurus
- Eocursor
- „Eohadrosaurus“ — nomen nudum; Eolambia
- Eolambia
- Eolosaurus — mladší synonymum rodu Aeolosaurus
- Eomamenchisaurus
- Eoneophron
- Eoraptor
- Eosinopteryx
- Eotrachodon
- Eotriceratops
- Eotyrannus
- Eousdryosaurus
- Epachthosaurus
- Epanterias — možná rod Allosaurus
- Epantherias — špatný přepis jména Epanterias
- „Ephoenosaurus“ — nomen nudum; Machimosaurus (krokodýl)
- Epicampodon — ve skutečnosti archisauriform
- Epidendrosaurus

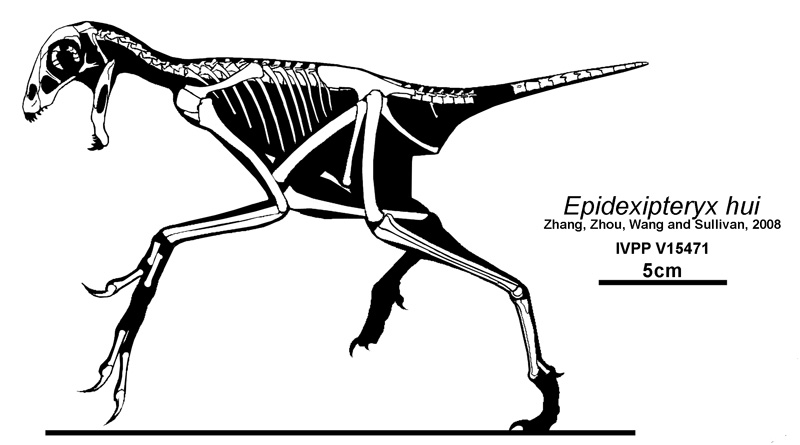
Obrázek kostry dinosaura rodu epidexipteryx

- Obrázek kostry dinosaura rodu epidexipteryxEpidexipteryx
- Epichirostenotes
- Equijubus
- Erectopus
- Erketu
- Erliansaurus
- Erlicosaurus — špatný přepis jména Erlikosaurus
- Erlikosaurus
- Erythrovenator
- Eshanosaurus
- „Euacanthus“[13] — nomen nudum; mladší synonymum rodu Polacanthus
- Eucamerotus
- Eucentrosaurus — mladší synonymum rodu Centrosaurus
- Eucercosaurus — zřejmě Anoplosaurus
- Eucnemesaurus
- Eucoelophysis — ve skutečnosti nedinosauří dinosauromorf
- „Eugongbusaurus“ — nomen nudum
- Euhelopus
- Euoplocephalus
- Eupodosaurus — synonymum rodu Lariosaurus
- „Eureodon“ — nomen nudum; Tenontosaurus
- Eurolimnornis — zřejmě rod ptáka
- Euronychodon
- Europasaurus
- Europatitan
- Europelta
- Euskelosaurus
- Eustreptospondylus

## F
| Obsah: | A B C D E F G H I J K L M N O P Q R S T U V W X Y Z — Viz také |

- Fabrosaurus — zřejmě se jedná o rod Lesothosaurus
- Falcarius
- Fendusaurus
- „Fenestrosaurus“[13] — nomen nudum; Oviraptor
- Ferganasaurus
- Ferganosaurus[17] — špatný přepis rodu Ferganasaurus
- Ferganocephale
- Ferrisaurus
- Fona
- Foraminacephale
- Fosterovenator
- Fostoria
- Frenguellisaurus — mladší synonymum rodu Herrerasaurus

- Fruitadens
- Fujianvenator
- Fukuiraptor
- Fukuisaurus
- Fukuititan
- Fukuivenator
- Fulengia
- Fulgurotherium
- Furcatoceratops
- Fushanosaurus

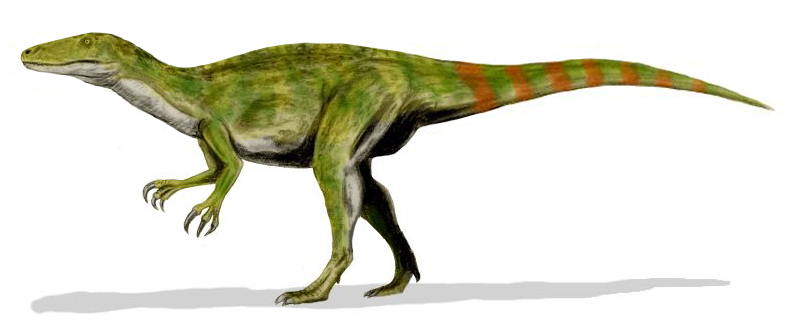
Rekonstrukce rodu Fukuiraptor.

- „Fusinasus“ — nomen nudum; Eotyrannus
- Fusuisaurus
- „Futabasaurus“ — nomen nudum, dnes klasifikován jako plesiosaurid
- Futalognkosaurus
- „Futalongkosaurus“ — jiné označení rodu Futalognkosaurus
- Fylax

## G
| Obsah: | A B C D E F G H I J K L M N O P Q R S T U V W X Y Z — Viz také |

- „Gadolosaurus“ — nomen nudum
- Galeamopus
- Galesaurus — ve skutečnosti therapsid
- Galleonosaurus
- Gallimimus
- Galtonia — jde o zástupce skupiny Pseudosuchia; možná mladší synonymum rodu Revueltosaurus
- Galveosaurus
- Galvesaurus — špatný přepis rodu Galveosaurus
- Gandititan
- Gannansaurus
- Ganzhousaurus
- Gargoyleosaurus
- Garrigatitan
- Garudimimus
- Garumbatitan
- Gasosaurus
- Gasparinisaura
- Gastonia
- „Gavinosaurus“ — nomen nudum; Eotyrannus
- Geminiraptor
- Genusaurus
- Genyodectes
- Geranosaurus
- Gideonmantellia
- Giganotosaurus
- Gigantoraptor
- Gigantosaurus (Seeley, 1869)
- „Gigantosaurus“ (E. Fraas, 1908) — preokupované jméno, nyní známé jako Tornieria, Malawisaurus, a Janenschia
- Gigantoscelus — mladší synonymum rodu Euskelosaurus
- Gigantspinosaurus
- Gilmoreosaurus
- „Ginnareemimus“ — nomen nudum
- Giraffatitan — mladší synonymum rodu Brachiosaurus
- Glishades
- Glyptodontopelta

- Gnathovorax
- Gobihadros

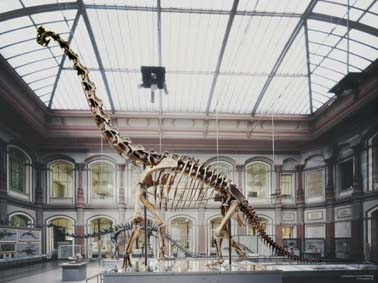
Kostra druhu Brachiosaurus brancai, také známého jako Giraffatitan.

- Gobipteryx — jde o enantiornitinního ptáka
- Gobiraptor
- Gobisaurus
- Gobititan
- Gobivenator
- „Godzillasaurus“ — nomen nudum; Gojirasaurus
- Gojirasaurus
- Gondwanatitan
- Gongbusaurus
- Gongpoquansaurus
- Gongxianosaurus
- Gonkoken
- Gorgosaurus
- Goyocephale
- Graciliceratops
- Graciliraptor
- Gracilisuchus — jde o nedinosauřího archosaura[18]
- „Gravisaurus“ — nomen nudum; Lurdusaurus
- Gravitholus
- Gremlin
- Gresslyosaurus — mladší synonymum rodu Plateosaurus
- Griphornis — mladší synonymum rodu Archaeopteryx
- Griphosaurus — mladší synonymum rodu Archaeopteryx
- „Gripposaurus“ — nomen nudum; „Gyposaurus“ sinensis
- Gryphognathus
- Gryponyx — mladší synonymum rodu Massospondylus
- Gryposaurus
- Guaibasaurus
- Gualicho
- Guanlong
- Guemesia
- Gwyneddosaurus — jde o tanystrofida
- Gyposaurus

## H
| Obsah: | A B C D E F G H I J K L M N O P Q R S T U V W X Y Z — Viz také |

- „Hadrosauravus“[13] — nomen nudum; mladší synonymum rodu Gryposaurus
- Hadrosaurus
- Haestasaurus
- Hagryphus
- Hallopus — jde o krokodýla
- Halszkaraptor
- Halticosaurus
- Hamititan
- Hanssuesia
- „Hanwulosaurus“ — nomen nudum
- Haplocanthosaurus
- Haplocanthus — preokupované jméno, dnes patří do rodu Haplocanthosaurus
- Haplocheirus
- Harenadraco
- Harpymimus
- Haya
- Hecatasaurus — mladší synonymum rodu Telmatosaurus
- „Heilongjiangosaurus“ — nomen nudum
- Heishansaurus
- Helioceratops
- „Helopus“ — preokupované jméno, dnes patří do rodu Euhelopus
- Heptasteornis
- Herbstosaurus — jde o pterosaura
- Herrerasaurus
- Hesperonychus
- Hesperonyx
- Hesperornithoides
- Hesperosaurus
- Heterodontosaurus
- Heterosaurus — mladší synonymum rodu Iguanodon
- Hexing
- Hexinlusaurus
- Heyuannia
- Hierosaurus — mladší synonymum rodu Nodosaurus
- Hikanodon — mladší synonymum rodu Iguanodon
- Hippodraco
- „Hironosaurus“ — nomen nudum
- „Hisanohamasaurus“ — nomen nudum
- Histriasaurus
- Homalocephale
- „Honghesaurus“ — nomen nudum; Yandusaurus
- Hongshanosaurus
- Hoplitosaurus
- Hoplosaurus — mladší synonymum rodu Struthiosaurus
- Horshamosaurus
- Hortalotarsus — mladší synonymum rodu Massospondylus
- Huabeisaurus
- Huadanosaurus
- Hualianceratops[19]
- Huallasaurus
- Huanansaurus
- Huanghetitan
- Huangshanlong
- Huaxiagnathus
- Huaxiaosaurus
- „Huaxiasaurus“ — nomen nudum; Huaxiagnathus
- Huaxiazhoulong
- Huayangosaurus
- Hudiesaurus
- Huehuecanauhtlus
- Huinculsaurus
- Hulsanpes
- Hungarosaurus
- Hylaeosaurus
- Hylosaurus — mladší synonymum rodu Hylaeosaurus
- Hypacrosaurus
- Hypnovenator
- Hypselosaurus
- „Hypselorhachis“ — nomen nudum
- Hypselospinus
- Hypsibema
- Hypsilophodon
- Hypsirhophus — zřejmě mladší synonymum rodu Stegosaurus

## I
| Obsah: | A B C D E F G H I J K L M N O P Q R S T U V W X Y Z — Viz také |

- Iani
- Iberospinus
- Ibirania
- „Ichabodcraniosaurus“ — nomen nudum
- Igai
- Ignavusaurus
- Iguanacolossus
- Iguanodon
- „Iguanoides“ — nomen nudum; Iguanodon
- „Iguanosaurus“[13] — nomen nudum; Iguanodon
- Ichthyovenator
- Iliosuchus
- Ilokelesia
- Imperobator
- Inawentu
- Incisivosaurus

- Indosaurus
- Indosuchus

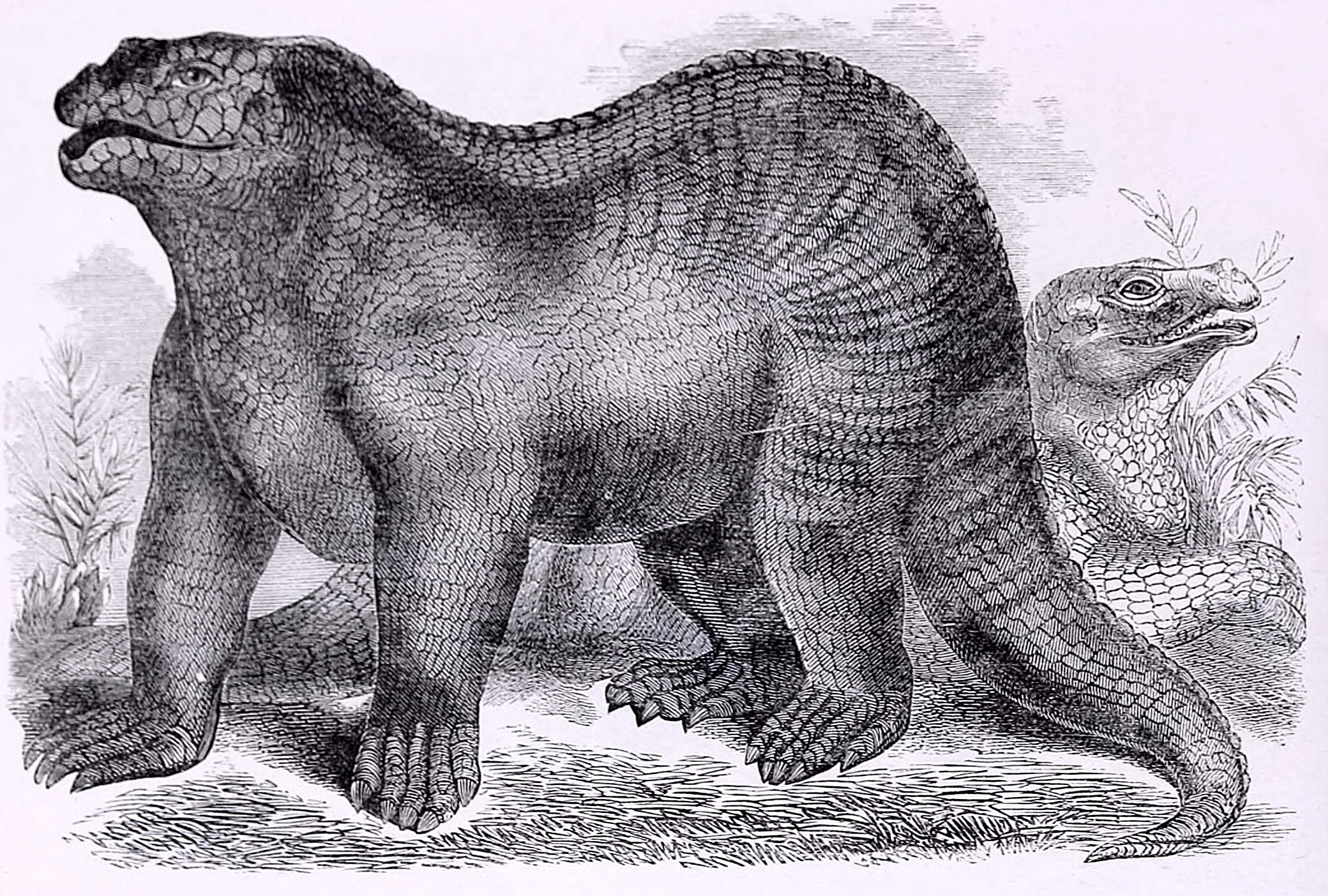
Původní, nesprávná rekonstrukce páru dinosaurů rodu Iguanodon.

- „Ingenia“ — preokupované jméno, ještě nebylo změněno
- Ingentia
- Inosaurus
- Invictarx
- Irisosaurus
- Irritator
- Isaberrysaura
- Isanosaurus
- Isasicursor
- Ischisaurus — mladší synonymum rodu Herrerasaurus
- „Ischyrosaurus“ — preokupované jméno, ještě nebylo změněno
- Isisaurus
- „Issasaurus“ — nomen nudum; Dicraeosaurus
- Issi
- Itapeuasaurus
- Itemirus
- Iuticosaurus
- Iyuku

## J
| Obsah: | A B C D E F G H I J K L M N O P Q R S T U V W X Y Z — Viz také |

- Jaculinykus
- Jainosaurus
- Jakapil
- Jaklapallisaurus
- Janenschia
- Jaxartosaurus
- Jeholornis — jde o rod ptáka; mladší synonymum rodu Shenzhouraptor
- Jeholosaurus
- Jenghizkhan — mladší synonymum rodu Tarbosaurus
- „Jensenosaurus“ — nomen nudum; Supersaurus
- Jeyawati
- Jianchangosaurus
- „Jiangjunmiaosaurus“[13] — nomen nudum; Monolophosaurus
- Jiangjunosaurus
- Jiangshanosaurus
- Jiangxisaurus
- Jiangxititan
- Jinbeisaurus

- Jinfengopteryx
- Jingia
- Jingshanosaurus
- Jinchuanloong
- Jintasaurus
- Jinyunpelta
- Jinzhousaurus
- Jiutaisaurus
- Jixiangornis — jde o rod ptáka
- Jobaria
- Jubbulpuria
- Judiceratops

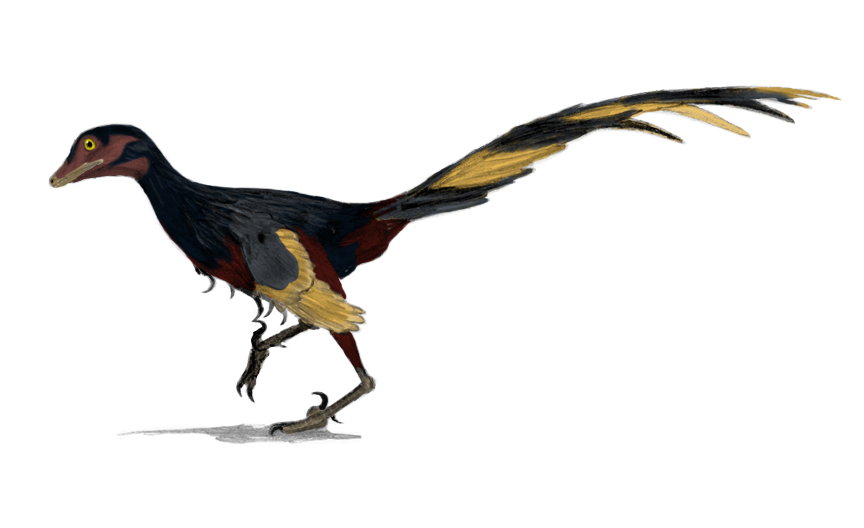
Představa podoby rodu Jinfengopteryx.

- Jurapteryx — mladší synonymum ptáka rodu Archaeopteryx
- „Jurassosaurus“ — nomen nudum; Tianchisaurus
- Juratyrant
- Juravenator

## K
| Obsah: | A B C D E F G H I J K L M N O P Q R S T U V W X Y Z — Viz také |

- Kaatedocus
- „Kagasaurus“ — nomen nudum
- Kaijiangosaurus
- Kaijutitan
- Kakuru
- Kamuysaurus
- Kangnasaurus
- Kansaignathus
- Karongasaurus
- Katepensaurus
- „Katsuyamasaurus“ — nomen nudum
- Kayentavenator
- Kazaklambia
- Kelmayisaurus
- Kelumapusaura
- Kemkemia
- Kentrosaurus

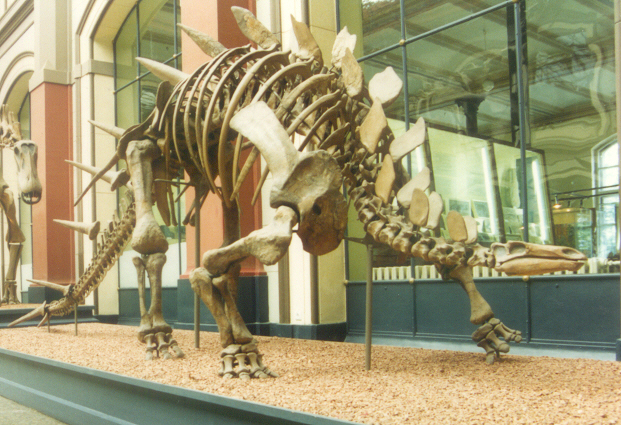
Kostra rodu Kentrosaurus.

- Kentrurosaurus — mladší synonymum (nepotřebné přejmenování) rodu Kentrosaurus
- Kerberosaurus
- Khaan
- Khankhuuluu
- „Khateranisaurus“ — špatný přepis rodu „Khetranisaurus“
- „Khetranisaurus“ — nomen nudum
- Kholumolumo
- Khulsanurus
- Kileskus
- Kinnareemimus
- „Kitadanisaurus“ — nomen nudum; Fukuiraptor
- „Kittysaurus“ — nomen nudum; Eotyrannus
- Kiyacursor
- Klamelisaurus
- Kol
- Koleken
- Koparion
- Koreaceratops
- Koreanosaurus
- „Koreanosaurus (teropod)“ — nomen nudum
- „Koreasaurus“ — pravděpodobně alternativní verze k rodu „Koreanosaurus“
- Koshisaurus
- Kosmoceratops
- Kotasaurus
- Koutalisaurus
- Kritosaurus
- Kryptops
- Krzyzanowskisaurus — zřejmě pseudosuchijní (?Revueltosaurus)
- Kunbarrasaurus[20]
- Kukufeldia
- Kulceratops
- Kundurosaurus
- Kunmingosaurus — může jít o nomen nudum
- Kuru
- Kuszholia — zřejmě rod ptáka

## L
| Obsah: | A B C D E F G H I J K L M N O P Q R S T U V W X Y Z — Viz také |

- Labocania
- Labrosaurus — mladší synonymum rodu Allosaurus
- Laelaps — dříve použité jméno, dnes Dryptosaurus
- Laevisuchus
- Lagerpeton — zřejmě nedinosauří dinosauromorf
- Lagosuchus — zřejmě nedinosauří dinosauromorf
- Laiyangosaurus
- Lajasvenator
- Lamaceratops
- Lambeosaurus
- Lametasaurus — pochybný rod, potenciálně chiméra

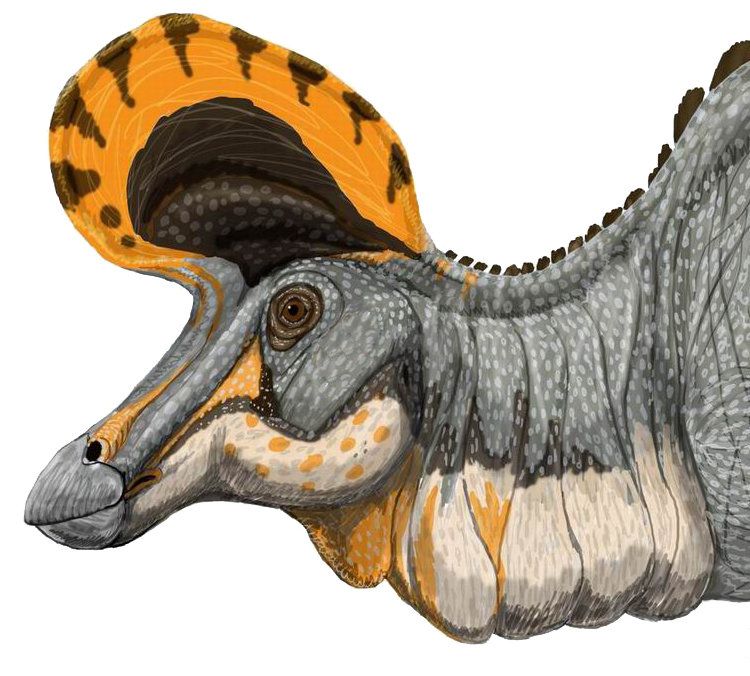
Umělecká představa vzezření hlavy rodu Lambeosaurus

- Lamplughsaura
- Lanasaurus
- „Lancangjiangosaurus“[13] — varianta jména „Lancanjiangosaurus“
- „Lancangosaurus“[13] — nomen nudum; Datousaurus
- „Lancanjiangosaurus“ — nomen nudum
- Lanzhousaurus
- Laornis — ve skutečnosti rod ptáka
- Laosaurus
- Lapampasaurus
- Laplatasaurus
- Lapparentosaurus
- Laquintasaura
- Latenivenatrix
- Latirhinus
- Lavocatisaurus
- Leaellynasaura
- Ledumahadi
- Leinkupal
- Leipsanosaurus — mladší synonymum rodu Struthiosaurus
- „Lengosaurus“ — nomen nudum; Eotyrannus
- Leonerasaurus
- Lepidus
- Leptoceratops
- Leptorhynchos
- Leptospondylus — mladší synonymum rodu Massospondylus
- Leshansaurus
- Lesothosaurus
- Lessemsaurus
- Levnesovia
- Lewisuchus — zřejmě nedinosauří dinosauromorf
- Lexovisaurus
- Leyesaurus
- Liaoceratops
- Liaoningosaurus
- Liaoningotitan
- Liaoningvenator
- „Liassaurus“ — nomen nudum
- Libycosaurus — ve skutečnosti antrakotérní savec
- Ligabueino
- Ligabuesaurus
- „Ligomasaurus“ — nomen nudum, možná Brachiosaurus or Giraffatitan
- „Likhoelesaurus“ — nomen nudum; zřejmě nedinosauří plaz
- Liliensternus
- Limaysaurus
- „Limnornis“ — dnes rodová jména Eurolimnornis a Palaeocursornis
- „Limnosaurus“ — dříve použité jméno, nyní Telmatosaurus
- Limusaurus
- Lingwulong
- Lingyuanosaurus
- Linhenykus
- Linheraptor

- Linhevenator
- Lirainosaurus
- Lisboasaurus — zřejmě krokodýl
- Lishulong
- Liubangosaurus
- Llukalkan
- Lohuecotitan
- Lokiceratops
- Loncosaurus

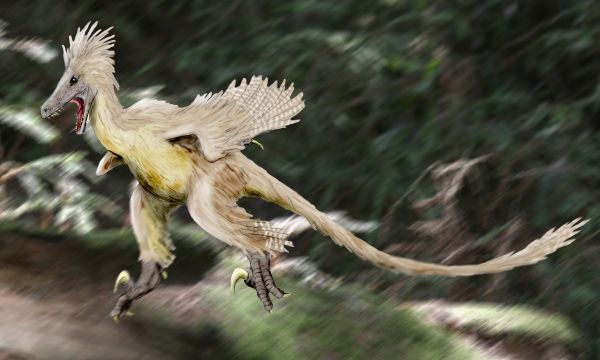
Rekonstrukce vzezření rodu Linheraptor

- Longisquama — ve skutečnosti nedinosauří plaz
- Longosaurus — mladší synonymum rodu Coelophysis
- Lophorhothon
- Lophostropheus
- Loricatosaurus
- Loricosaurus — zřejmě mladší synonymum rodu Neuquensaurus
- Losillasaurus
- Lourinhanosaurus
- Lourinhasaurus
- Luanchuanraptor
- „Luanpingosaurus“ — nomen nudum; Psittacosaurus
- Lucianosaurus — zřejmě nedinosauří archosauriform
- Lucianovenator
- Lufengocephalus — mladší synonymum rodu Lufengosaurus
- Lufengosaurus
- Lukousaurus
- Luoyanggia
- Lurdusaurus
- Lusitanosaurus
- Lusotitan
- Lusovenator
- Lycorhinus
- Lythronax

## M
| Obsah: | A B C D E F G H I J K L M N O P Q R S T U V W X Y Z — Viz také |

- Maraapunisaurus
- Macelognathus — ve skutečnosti sfenosuchidní krokodýl
- Macrocollum
- Macrodontophion
- Macrogryphosaurus
- Macrophalangia — mladší synonym rodu Chirostenotes
- „Macroscelosaurus“ — nomen nudum; možný mladší synonym rodu Tanystropheus
- Macrurosaurus
- „Madsenius“ — nomen nudum
- Magnamanus
- Magnapaulia
- Magnirostris
- Magnosaurus
- „Magulodon“ — nomen nudum
- Magyarosaurus
- Mahakala
- Mahuidacursor
- Machairasaurus
- Machairoceratops
- Maiasaura
- Maip
- Majungasaurus
- Majungatholus zřejmě mladší synonym rodu Majungasaurus
- Malarguesaurus
- Malawisaurus
- Maleevosaurus — mladší synonym rodu Tarbosaurus
- Maleevus
- Malefica
- Maleriraptor

- Mamenchisaurus
- Mandschurosaurus
- Manidens

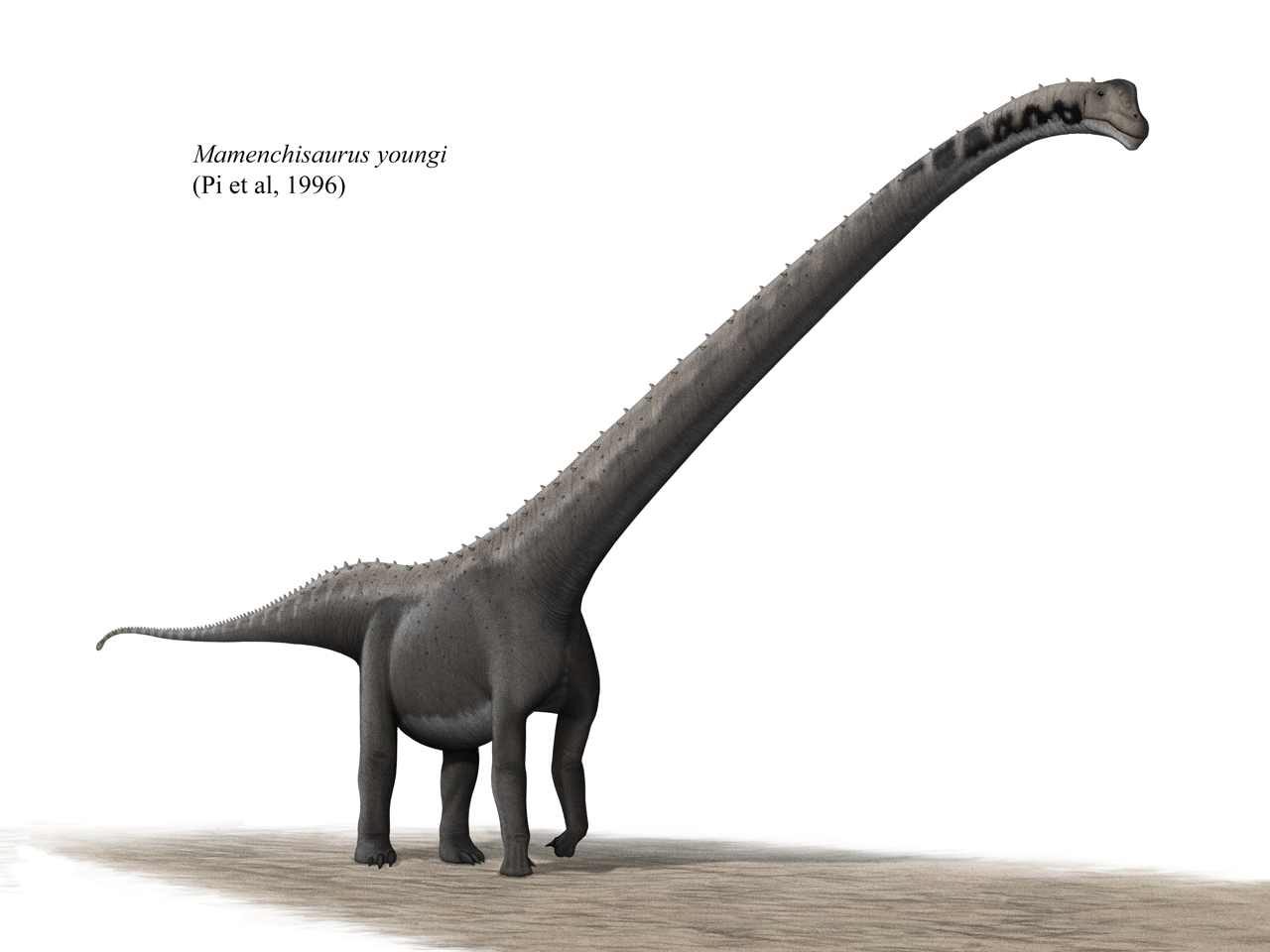
Vzhled sauropoda rodu Mamenchisaurus.

- Manospondylus — synonym rodu Tyrannosaurus
- Mansourasaurus
- Mantellisaurus
- Mapusaurus
- Marasuchus — nedinosauří dinosauromorf
- „Marisaurus“ — nomen nudum
- Marmarospondylus — pravděpodobně mladší synonym rodu Bothriospondylus
- Marshosaurus
- Martharaptor
- Masiakasaurus
- Massospondylus
- Matheronodon
- Maxakalisaurus
- Mbiresaurus
- „Medusaceratops“ — nomen nudum; Albertaceratops
- „Megacervixosaurus“ — nomen nudum
- Megadactylus — preokupované jméno, dnes rod Anchisaurus
- „Megadontosaurus“ — nomen nudum; Microvenator
- Megalosaurus
- Megapnosaurus
- Megaraptor
- Mei
- Melanorosaurus
- Mendozasaurus
- Menefeeceratops
- Menucocelsior
- Meraxes
- Mercuriceratops
- Meroktenos
- „Merosaurus“ — nomen nudum
- Metriacanthosaurus
- Mexidracon
- „Microcephale“ — nomen nudum
- „Microceratops“ — preokupované jméno, ještě nebyl přejmenován
- Microcoelus — mladší synonym rodu Saltasaurus
- „Microdontosaurus“ — nomen nudum
- Microhadrosaurus
- Micropachycephalosaurus
- Microraptor
- Microsaurops — mladší synonym rodu Saltasaurus
- Microvenator
- „Mifunesaurus“ — nomen nudum
- Migmanychion
- Minimocursor
- Minmi
- Minotaurasaurus
- Minqaria
- Miragaia
- Mirischia
- Mnyamawamtuka
- Moabosaurus
- Mochlodon
- „Mohammadisaurus“ — nomen nudum; Tornieria

- Mojoceratops
- Mongolosaurus
- Mongolostegus
- Monkonosaurus
- Monoclonius
- Monolophosaurus

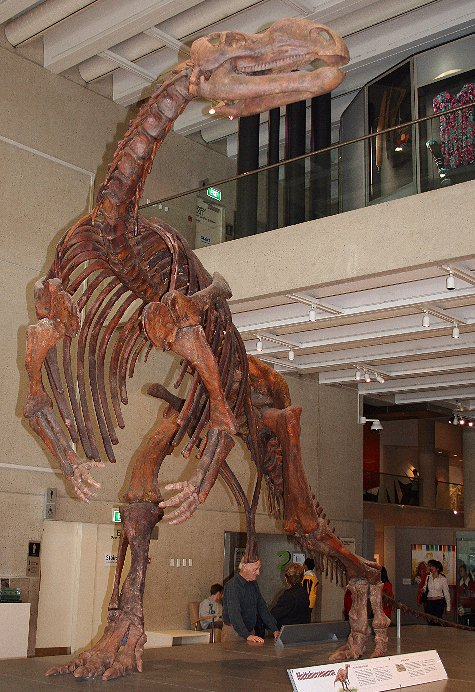
Vystavená kostra rodu Muttaburrasaurus.

- „Mononychus“ — preokupované jméno, dnes rod Mononykus
- Mononykus — zřejmě rod ptáka
- Montanoceratops
- Morelladon[21]
- Morinosaurus
- Moros
- Morosaurus — mladší synonym rodu Camarasaurus
- Morrosaurus
- Mosaiceratops
- „Moshisaurus“ — nomen nudum; ?Mamenchisaurus
- „Mtapaiasaurus“ — nomen nudum, zřejmě Brachiosaurus nebo Giraffatitan
- „Mtotosaurus“ — nomen nudum; Dicraeosaurus
- Murusraptor[22]
- Musankwa
- Mussaurus
- Muttaburrasaurus
- „Muyelensaurus“ — nomen nudum
- Mymoorapelta

## N
| Obsah: | A B C D E F G H I J K L M N O P Q R S T U V W X Y Z — Viz také |

- Naashoibitosaurus
- Nambalia
- Nankangia
- Nanningosaurus
- Nanosaurus
- Nanotyrannus
- Nanshiungosaurus
- Nanuqsaurus
- Nanyangosaurus
- Napaisaurus
- Narambuenatitan
- Narindasaurus
- Natovenator
- Navajoceratops
- „Nectosaurus“ — dnes Kritosaurus
- Nedcolbertia
- Neimongosaurus
- „Nemegtia“ — dnes Nemegtomaia
- Nemegtomaia
- Nemegtonykus
- Nemegtosaurus
- „Neosaurus“ — dnes Parrosaurus (možné mladší synonymum rodu Hypsibema)
- Neosodon
- Neovenator
- Neuquenraptor
- Neuquensaurus
- Nevadadromeus
- „Newtonsaurus“ — nomen nudum
- „Ngexisaurus“ — nomen nudum
- Ngwevu
- Nhandumirim
- Niebla
- Nigersaurus
- „Ninghsiasaurus“ — nomen nudum; Pinacosaurus
- Ningyuansaurus
- Ninjatitan
- Niobrarasaurus
- Nipponosaurus
- Noasaurus
- Nodocephalosaurus
- Nodosaurus
- Nomingia

- Nopcsaspondylus
- Normanniasaurus
- Notatesseraeraptor
- Nothronychus
- Notoceratops
- Notocolossus
- Notohypsilophodon

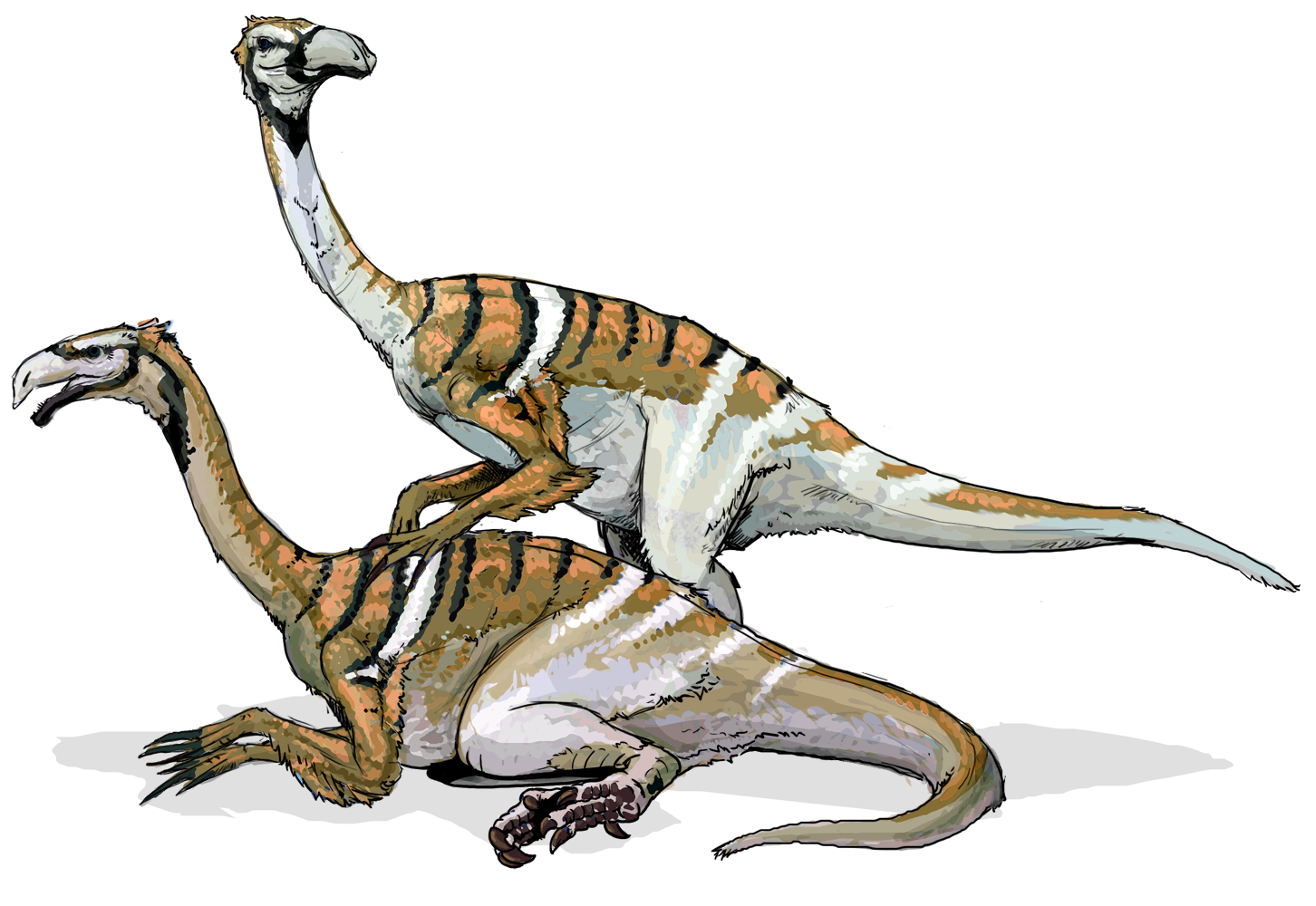
Dvojice dinosaurů rodu Nanshiungosaurus.

- „Nouerosaurus“ (varianta k Nurosaurus)
- Nqwebasaurus
- „Nteregosaurus“ — nomen nudum; Janenschia
- Nullotitan
- „Nuoerosaurus“ — varianta k Nurosaurus
- „Nuoersaurus“ — varianta k Nurosaurus
- „Nurosaurus“ — nomen nudum
- Nuthetes
- „Nyasasaurus“ — nomen nudum; ?non-dinosaurian
- „Nyororosaurus“ — nomen nudum; Dicraeosaurus

## O
| Obsah: | A B C D E F G H I J K L M N O P Q R S T U V W X Y Z — Viz také |

- Obelignathus
- Oblitosaurus
- Oceanotitan
- Oculudentavis — zástupce kladu Avialae, miniaturní rod praptáka
- Ohmdenosaurus
- Ojoceratops
- Ojoraptorsaurus
- Oksoko
- Oligosaurus — mladší synonymum rodu Rhabdodon
- Olorotitan
- Omeisaurus
- Omnivoropteryx — zřejmě rod ptáka
- „Omosaurus“ — dnes známý jako Dacentrurus
- Ondogurvel
- Onychosaurus — synonymum rodu Rhabdodon, nebo ankylosaur
- Oohkotokia
- Opisthocoelicaudia
- Oplosaurus
- „Orcomimus“ — nomen nudum
- Orinosaurus — ?mladší synonymum rodu Orosaurus
- Orkoraptor
- Ornatops
- Ornatotholus
- Ornithodesmus
- „Ornithoides“ — nomen nudum; Saurornithoides
- Ornitholestes

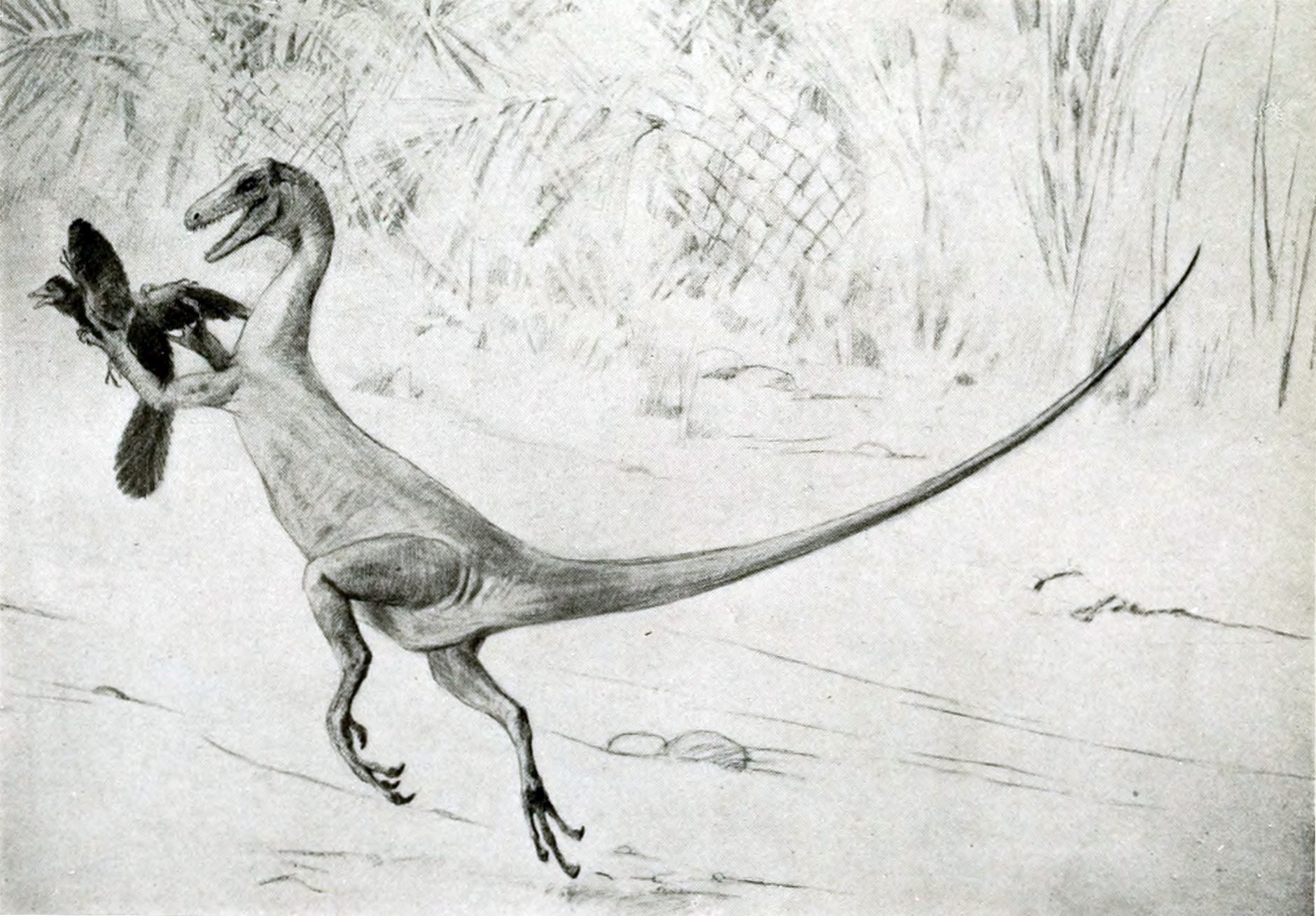
Nákres rodu Ornitholestes.

- Ornithomerus — ?mladší synonymum rodu Rhabdodon
- Ornithomimoides
- Ornithomimus
- Ornithopsis
- Ornithosuchus — nedinosauří archosaur
- Ornithotarsus — ?mladší synonymum rodu Hadrosaurus
- Orodromeus
- Orosaurus — ?mladší synonymum rodu Euskelosaurus
- Orthogoniosaurus
- Orthomerus
- Oryctodromeus
- „Oshanosaurus“ — nomen nudum
- Osmakasaurus
- Ostafrikasaurus
- Ostromia
- Othnielia
- Othnielosaurus
- „Otogosaurus“ — nomen nudum
- Ouranosaurus
- Overosaurus
- Oviraptor
- „Ovoraptor“ — nomen nudum; Velociraptor
- Owenodon
- Oxalaia
- Ozraptor

## P
| Obsah: | A B C D E F G H I J K L M N O P Q R S T U V W X Y Z — Viz také |

- Pachycephalosaurus
- Pachyrhinosaurus
- Pachysauriscus — zřejmě mladší synonym rodu Plateosaurus
- Pachysaurops — zřejmě mladší synonym rodu Plateosaurus
- „Pachysaurus“ — preokupované jméno, dnes Pachysauriscus; zřejmě mladší synonym rodu Plateosaurus
- Pachyspondylus — zřejmě mladší synonym rodu Massospondylus
- Pachysuchus — blíže neidentifikovatelný rod sauropodomorfního dinosaura

- Padillasaurus
- „Pakisaurus“ — nomen nudum[23]

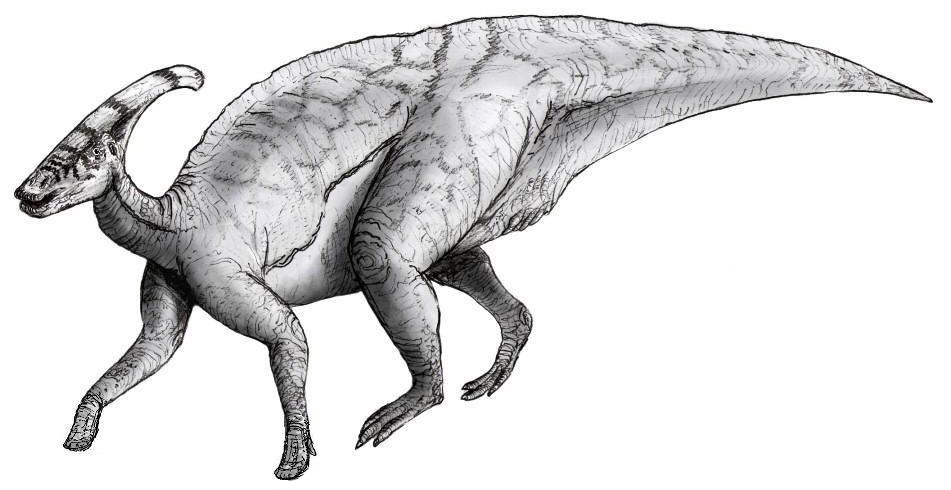
Nákres rodu Parasaurolophus.

- Palaeoctonus — jedná se o fytosaura
- Palaeocursornis — zřejmě jde o ptáka
- „Palaeolimnornis“ — nomen nudum; Palaeocursornis, zřejmě jde o ptáka
- Palaeopteryx — zřejmě jde o ptáka
- Palaeosauriscus — zřejmě mladší synonym rodu Paleosaurus
- „Palaeosaurus“ (Riley & Stutchbury, 1836) — preokupované jméno, dnes známý jako Paleosaurus
- „Palaeosaurus“ (Fitzinger, 1840) —preokupované jméno, dnes známý jako Sphenosaurus, nedinosauří prokolofonid
- Palaeoscincus
- Paleosaurus — ne-dinosauří archosaur
- Paludititan
- Paluxysaurus
- Pampadromaeus
- Pamparaptor
- Panamericansaurus
- Pandoravenator
- Panguraptor[24]
- Panoplosaurus
- Pantydraco
- Papiliovenator
- „Paraiguanodon“ — nomen nudum; Bactrosaurus
- Paralitherizinosaurus
- Paralititan
- Paranthodon
- Pararhabdodon
- Parasaurolophus
- Paraxenisaurus
- „Pareiasaurus“ — ve skutečnosti pareiasaur
- Pareisactus
- „Parhabdodon“ — nomen nudum; špatný přepis rodu Pararhabdodon
- Parksosaurus
- Paronychodon
- Parrosaurus — zřejmě mladší synonym rodu Hypsibema
- Parvicursor — možná jde o ptáka
- Patagonykus — možná jde o ptáka
- Patagopelta
- Patagosaurus
- Patagotitan
- „Patricosaurus“ — chiméra různých taxonů
- Pawpawsaurus
- Pectinodon — potenciálně mladší synonym rodu Troodon
- Pedopenna
- Pegomastax
- Peishansaurus
- Pekinosaurus — pseudosuchian
- Pelecanimimus
- Pellegrinisaurus
- Peloroplites
- Pelorosaurus
- „Peltosaurus“ — dnes Sauropelta
- Pendraig
- Penelopognathus
- Pentaceratops
- Perijasaurus
- Petrobrasaurus
- Petrustitan

- Phaedrolosaurus
- Philovenator
- Phuwiangosaurus
- Phuwiangvenator
- Phyllodon
- Piatnitzkysaurus

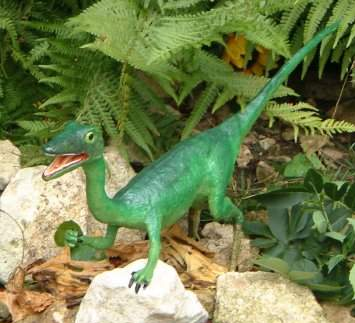
Model v životní velikosti — Procompsognathus.

- Picrodon — mladší synonym rodu Avalonianus
- Pilmatueia
- Pinacosaurus
- Pisanosaurus
- Pitekunsaurus
- Piveteausaurus
- Planicoxa
- Plateosauravus
- Plateosaurus
- Platyceratops
- Platypelta
- Platytholus
- Plesiohadros
- Pleurocoelus — zřejmě rod Astrodon
- Pleuropeltus — mladší synonymum rodu Struthiosaurus
- Pneumatoarthrus — ve skutečnosti želva
- Pneumatoraptor
- Podokesaurus
- Poekilopleuron
- Polacanthoides — potenciálně mladší synonymum rodu Hylaeosaurus nebo Polacanthus
- Polacanthus
- Polyodontosaurus — mladší synonymum rodu Troodon
- Polyonax
- Ponerosteus
- Poposaurus — nedinosauří archosaur
- Portellsaurus
- Postosuchus — ve skutečnosti rauisuchian
- Powellvenator
- Pradhania
- Prenocephale
- Prenoceratops
- Priconodon
- Priodontognathus
- Proa
- Probactrosaurus
- Probrachylophosaurus
- Proceratops — mladší synonymum rodu Ceratops
- Proceratosaurus
- Procerosaurus (von Huene, 1902) — jedná se o archosauromorfa
- „Procerosaurus“ (Fritsch, 1905) — dnes Ponerosteus
- Procheneosaurus — mladší synonym rodu Lambeosaurus

- Procompsognathus
- Prodeinodon

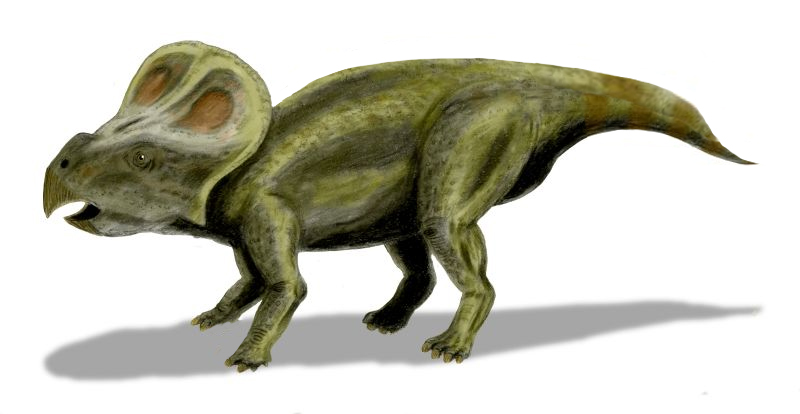
Rekonstrukce dinosaura rodu Protoceratops.

- „Proiguanodon“ — nomen nudum; Iguanodon
- Propanoplosaurus
- Proplanicoxa
- Prosaurolophus
- Protarchaeopteryx
- Protecovasaurus — nedinosauří archosauriform
- Protiguanodon — mladší synonym rodu Psittacosaurus
- Protathlitis
- Protoavis — zřejmě pták
- Protoceratops
- Protognathosaurus
- „Protognathus“ — dnes Protognathosaurus
- Protohadros
- Protorosaurus (von Meyer, 1830) — nedinosauří plaz * „Protorosaurus“ (Lambe, 1914) — dnes Chasmosaurus
- „Protrachodon“ — nomen nudum; Orthomerus[25]
- „Proyandusaurus“ — nomen nudum; Hexinlusaurus.
- Pseudolagosuchus — nedinosauří dinosauromorf
- Psittacosaurus
- Pteropelyx
- Pterospondylus
- Puertasaurus
- Pukyongosaurus
- Pulanesaura[26]
- Pulaosaurus
- Punatitan
- Pycnonemosaurus
- Pyroraptor

## Q
| Obsah: | A B C D E F G H I J K L M N O P Q R S T U V W X Y Z — Viz také |

- Qantassaurus
- Qianjiangsaurus
- Qianlong
- Qianzhousaurus
- Qiaowanlong
- Qijianglong
- Qingxiusaurus
- Qinlingosaurus
- Qiupalong
- Qiupanykus
- Quaesitosaurus
- Quetecsaurus
- Quilmesaurus
- Qunkasaura

## R
| Obsah: | A B C D E F G H I J K L M N O P Q R S T U V W X Y Z — Viz také |

- Rachitrema — zřejmě ichtyosaur
- Rahiolisaurus
- „Rahona“ — dříve obsazené jméno, nyní Rahonavis
- Rahonavis — zřejmě pták
- Rajasaurus
- Rapator
- Rapetosaurus
- Raptorex
- Rativates
- Rayososaurus
- Rebbachisaurus
- Regaliceratops
- Regnosaurus
- „Revueltoraptor“ — nomen nudum; mladší synonymum jména Gojirasaurus
- Revueltosaurus — zřejmě zástupce kladu Pseudosuchia[27]
- Rhabdodon
- Rhadinosaurus — zřejmě nedinosauří (krokodýl)
- Rhaetosaurus — špatný přepis rodu Rhoetosaurus
- Rheteosaurus — špatný přepis rodu Rhoetosaurus
- Rhinorex
- Rhodanosaurus — mladší synonymum rodu Struthiosaurus
- Rhoetosaurus
- Rhomaleopakhus
- Rhopalodon — ve skutečnosti synapsid
- Riabininohadros — nomen dubium; mladší synonymum jména Orthomerus
- Ricardoestesia — neoficiální označení rodu Richardoestesia
- Richardoestesia

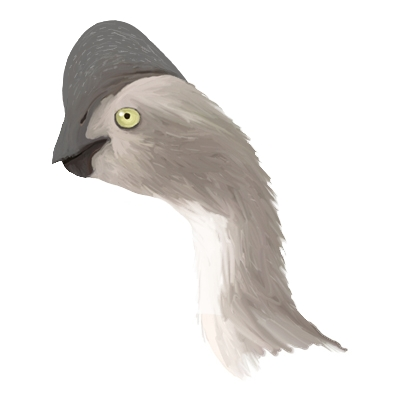
Hlava rodu Rinchenia.

- „Rileya“ — dříve obsazené jméno, nyní rod Rileyasuchus
- Rileyasuchus — pozůstatky fytosaura a rodu Thecodontosaurus
- Rinchenia
- Rinconsaurus
- Rioarribasaurus — mladší synonymum rodu Coelophysis
- Riojasaurus
- Riojasuchus — nedinosauří archosaur
- Riojavenatrix
- Riparovenator
- Rocasaurus
- „Roccosaurus“ — nomen nudum; Melanorosaurus[28]
- Rubeosaurus
- Ruehleia
- Rugocaudia
- Rugops
- Ruixinia
- Rukwatitan
- „Rutellum“ — předlinnéovské jméno
- Ruyangosaurus

## S
| Obsah: | A B C D E F G H I J K L M N O P Q R S T U V W X Y Z — Viz také |

- Sacisaurus — zřejmě dinosauromorf
- Saichania
- „Salimosaurus“ — nomen nudum, zřejmě Brachiosaurus nebo Giraffatitan

- Saltasaurus
- Saltopus — zřejmě dinosauromorf

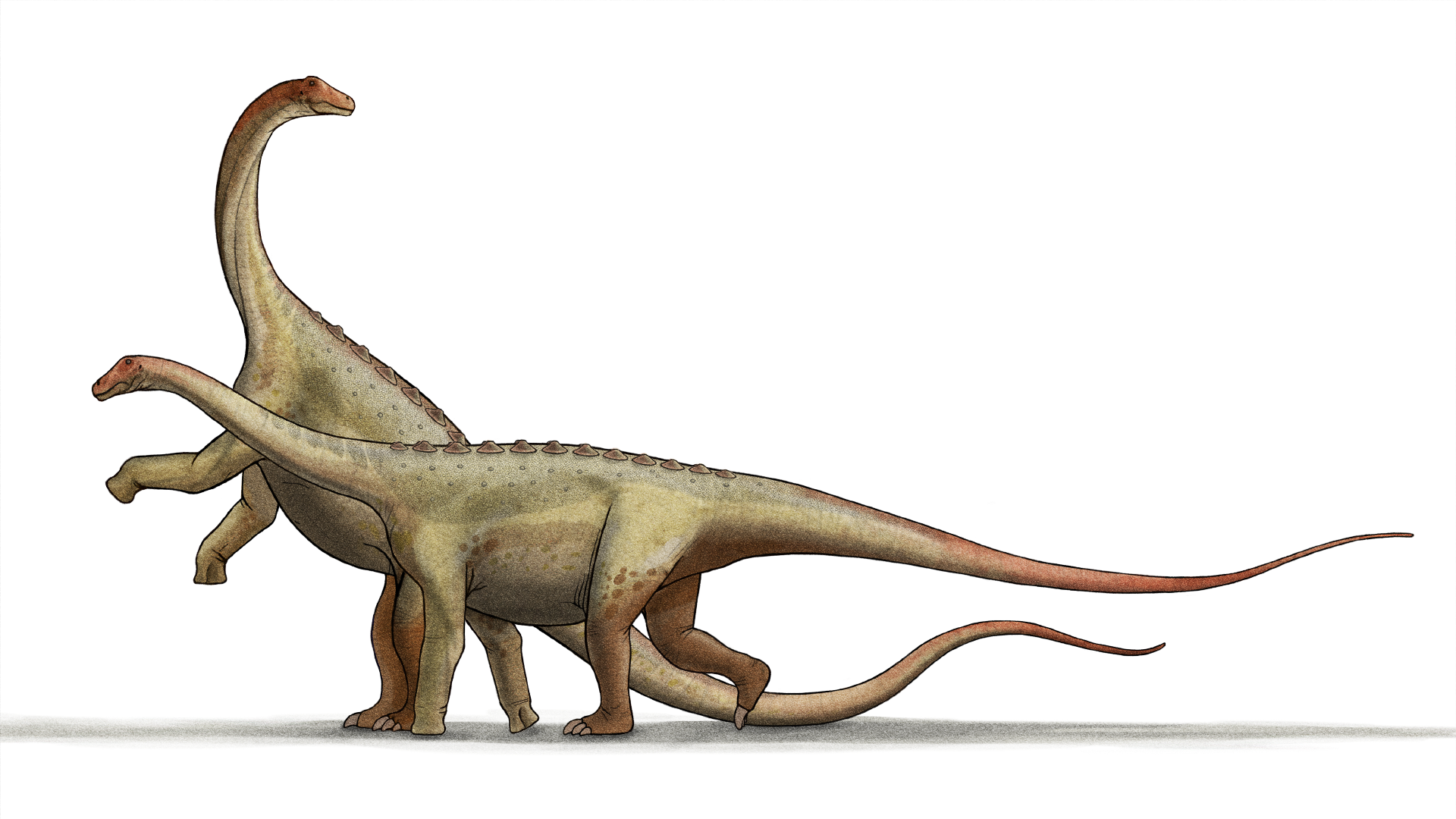
Umělcova představa dvojice dinosaurů rodu Saltasaurus.

- „Saltriosaurus“ — nomen nudum, nově Saltriovenator
- Saltriovenator
- „Sanchusaurus“ — nomen nudum
- „Sangonghesaurus“ — nomen nudum
- Sanjuansaurus
- Sanpasaurus
- Santanaraptor
- Sanxiasaurus
- Sarahsaurus
- Sarcolestes
- Sarcosaurus
- Sarmientosaurus
- Sasayamagnomus
- Saturnalia
- Sauraechinodon — mladší synonym rodu Echinodon
- „Sauraechmodon“ — nomen nudum; Echinodon
- Saurolophus
- Sauroniops
- Sauropelta
- Saurophaganax
- „Saurophagus“ — preokupované jméno, dnes známý jako Saurophaganax
- Sauroplites
- „Sauropodus“ — nomen nudum
- Sauroposeidon
- Saurornithoides
- Saurornitholestes
- Savannasaurus
- Scansoriopteryx — zřejmě mladší synonymum rodu Epidendrosaurus
- Scaphonyx — zřejmě jde o rhynchosaura
- Scelidosaurus
- Schleitheimia
- Scipionyx
- Sciurumimus
- Scleromochlus — zřejmě nedinosauří avemetatarsalian
- Scolosaurus — mladší synonym rodu Euoplocephalus
- „Scrotum“ — nomen oblitum
- Scutellosaurus
- Secernosaurus
- Sefapanosaurus[29]

- Segisaurus
- Segnosaurus

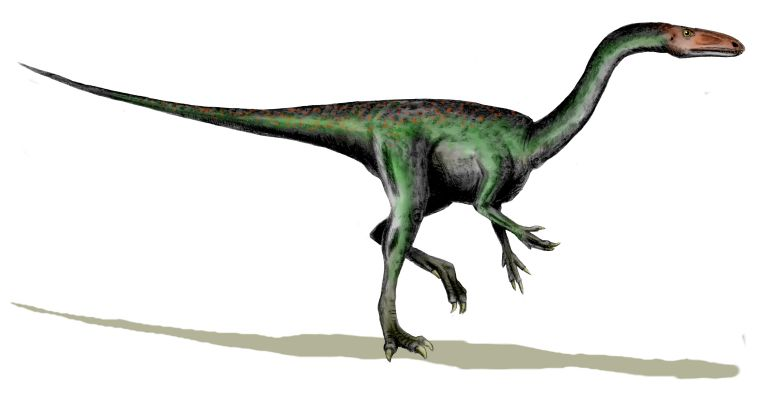
Umělcova představa rodu Segisaurus.

- Seismosaurus — mladší synonym rodu Diplodocus
- Seitaad
- Sektensaurus
- „Selimanosaurus“ — nomen nudum; Dicraeosaurus
- Sellacoxa
- Sellosaurus
- Serendipaceratops
- Serikornis
- Shamosaurus
- Shanshanosaurus — mladší synonymum rodu Tarbosaurus
- Shantungosaurus
- Shanag
- Shanxia
- Shanyangosaurus
- Shaochilong
- Shenzhouraptor — zřejmě pták, také známý jako Jeholornis
- Shenzhousaurus
- Shidaisaurus
- Shingopana
- Shishugounykus
- Shixinggia
- Shri
- Shuangbaisaurus
- Shuangmiaosaurus
- Shunosaurus
- Shuosaurus — špatný přepis rodu Shunosaurus
- Shuvosaurus — zřejmě rauisuchian
- Shuvuuia — možná pták
- Siamodon
- Siamosaurus
- Siamotyrannus
- Siamraptor
- Siats
- Sibirotitan
- Sidersaura
- Sierraceratops
- Sigilmassasaurus
- Silesaurus — zřejmě dinosauromorf
- Siluosaurus
- Silutitan
- Silvisaurus

- Sinankylosaurus
- Sinocalliopteryx
- Sinocephale
- Sinoceratops
- Sinocoelurus
- Sinornithoides
- Sinornithomimus
- Sinornithosaurus
- Sinosauropteryx
- Sinosaurus
- Sinotyrannus
- Sinovenator
- Sinraptor

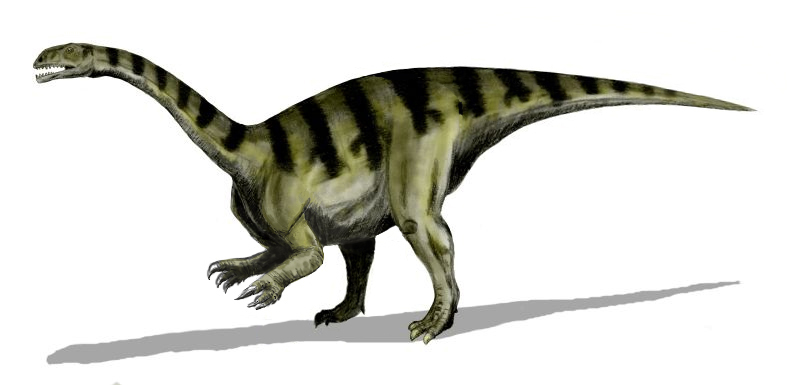
Umělecká představa rodu Sellosaurus.

- Sinucerasaurus — mladší synonym rodu Sinusonasus
- Sinusonasus
- Sirindhorna
- Skorpiovenator
- „Smilodon“ — dnes Zanclodon
- Smitanosaurus
- Smok — zřejmě rauisuchian
- Sonidosaurus
- Sonorasaurus
- Soriatitan
- Spectrovenator
- Sphaerotholus
- Sphenosaurus — zřejmě nedinosauří plaz
- Sphenospondylus — mladší synonym rodu Iguanodon
- Spiclypeus
- Spicomellus
- Spinophorosaurus
- Spinops
- Spinosaurus
- Spinostropheus
- Spinosuchus — zřejmě nedinosauří plaz
- Spondylosoma — zřejmě rauisuchian
- Squalodon — ve skutečnosti kytovec
- Staurikosaurus
- Stegoceras
- Stegopelta
- Stegosaurides
- „Stegosauroides“ — špatný přepis taxonu Stegosaurides
- Stegosaurus
- Stegouros
- Stellasaurus
- Stenonychosaurus — dříve považován za mladší synonym rodu Troodon
- Stenopelix
- Stenotholus — mladší synonym rodu Stygimoloch
- Stephanosaurus — mladší synonym rodu Lambeosaurus
- „Stereocephalus“ — nyní známý jako Euoplocephalus
- „Stereosaurus“ — nomen nudum; zřejmě plesiosaur
- Sterrholophus — mladší synonym rodu Triceratops
- Stokesosaurus
- Stormbergia
- Strenusaurus — mladší synonym rodu Riojasaurus

- Streptospondylus
- Struthiomimus
- Struthiosaurus
- Stygimoloch

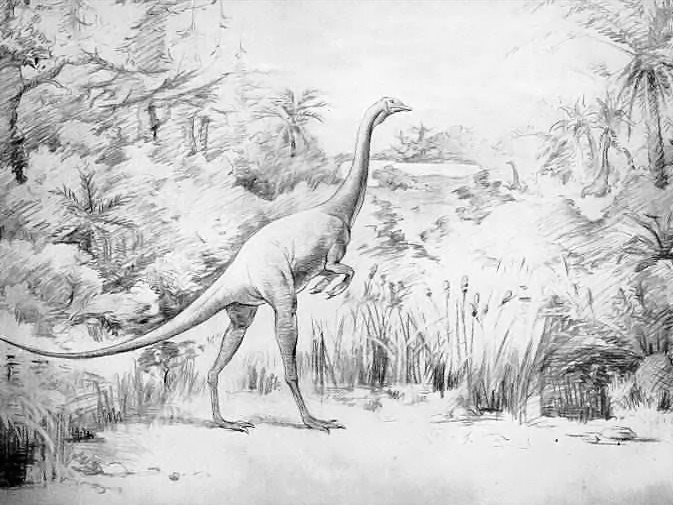
Dřívější rekonstrukce rodu Struthiomimus.

- Stygivenator — mladší synonym rodu Tyrannosaurus
- Styracosaurus
- Succinodon — ve skutečnosti pozůstatky měkkýšů
- Suchomimus
- Suchosaurus — pravděpodobně spinosaurid
- Suchoprion — ve skutečnosti fytosaur
- „Sugiyamasaurus“ — nomen nudum
- „Sulaimanisaurus“ — nomen nudum
- „Sulaimansaurus“ — špatný přepis slova „Sulaimanisaurus“
- Supersaurus
- Suskityrannus
- Suuwassea
- Suzhousaurus
- Symphyrophus — mladší synonym rodu Camptosaurus
- Syngonosaurus — mladší synonym rodu Acanthopholis
- „Syntarsus“ — dnes známý jako Megapnosaurus
- Syrmosaurus — mladší synonym rodu Pinacosaurus
- „Szechuanoraptor“ — nomen nudum
- Szechuanosaurus

## T
| Obsah: | A B C D E F G H I J K L M N O P Q R S T U V W X Y Z — Viz také |

- Tachiraptor
- Talarurus
- Talenkauen
- Taleta
- Talos
- Tamarro
- Tambatitanis
- Tameryraptor
- Tangvayosaurus
- Tanius
- Tanycolagreus
- Tanystropheus — zřejmě archosauromorf
- Tanystrosuchus — zřejmě mladší synonymum rodu Halticosaurus nebo Liliensternus
- Taohelong
- Tapinocephalus — zřejmě terapsid

- Tapuiasaurus
- Tarascosaurus
- Tarbosaurus
- Tarchia
- Tastavinsaurus
- Tatankacephalus
- Tatankaceratops
- Tataouinea
- Tatisaurus
- Taurovenator
- Taveirosaurus
- Tawa

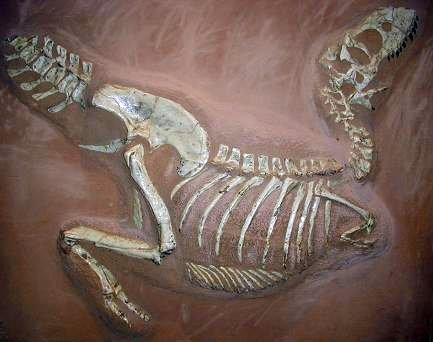
Kostra rodu Tarbosaurus.

- Tawasaurus — mladší synonymum rodu Lufengosaurus
- Tazoudasaurus
- Technosaurus — zřejmě dinosauromorf
- Tecovasaurus — ve skutečnosti archosauriform
- Tehuelchesaurus
- Teihivenator
- Teinurosaurus
- „Teleocrater“ — nomen nudum; nedinosauří plaz
- Telmatosaurus
- „Tenantosaurus“ — nomen nudum; Tenontosaurus
- „Tenchisaurus — nomen nudum; Tianchisaurus
- Tendaguria
- Tengrisaurus
- Tenontosaurus
- Teratophoneus
- Teratosaurus — zřejmě nedinosauří archosaur
- Termatosaurus — zřejmě fytosaur
- Terminocavus
- Tethyshadros
- Tetragonosaurus — mladší synonym rodu Lambeosaurus
- Texacephale
- Texasetes
- Teyuwasu
- Thanatotheristes
- Thanos
- Tharosaurus
- Thecocoelurus
- Thecodontosaurus
- Thecospondylus
- Theiophytalia
- Therizinosaurus
- Therosaurus — mladší synonym rodu Iguanodon
- Thescelosaurus
- Thespesius — zřejmě Edmontosaurus
- “Thotobolosaurus„ — nomen nudum
- Thyreosaurus
- Tiamat
- Tianchisaurus
- “Tianchungosaurus“ — nomen nudum; Dianchungosaurus
- Tianyulong
- Tianyuraptor
- Tianzhenosaurus
- Tichosteus
- Tienshanosaurus
- Tietasaura
- Timimus
- Timurlengia
- Titanoceratops
- Titanomachya
- Titanosaurus (Lydekker, 1877)
- „Titanosaurus“ (Marsh, 1877), nyní rod Atlantosaurus
- Tlatolophus
- Tochisaurus
- „Tomodon“ — nyní rod Diplotomodon
- Tonganosaurus
- Tongnanlong
- Tongtianlong[30]
- „Tonouchisaurus“ — nomen nudum
- Tornieria
- Torosaurus
- Torvosaurus
- Tototlmimus
- „Trachodon“ — Edmontosaurus
- Tralkasaurus
- Transylvanosaurus
- Tratayenia
- Traukutitan
- Trialestes — ve skutečnosti krokodýl
- „Triassolestes“ — nyní rod Trialestes
- Tribelesodon — rod Tanystropheus
- Triceratops
- Trierarchuncus
- Trigonosaurus

- Trimucrodon
- Trinisaura
- Triunfosaurus
- Troodon
- Tsaagan
- Tsagantegia
- Tsintaosaurus
- Tuebingosaurus
- Tugulusaurus
- Tuojiangosaurus
- Turanoceratops
- Turiasaurus
- Tylocephale

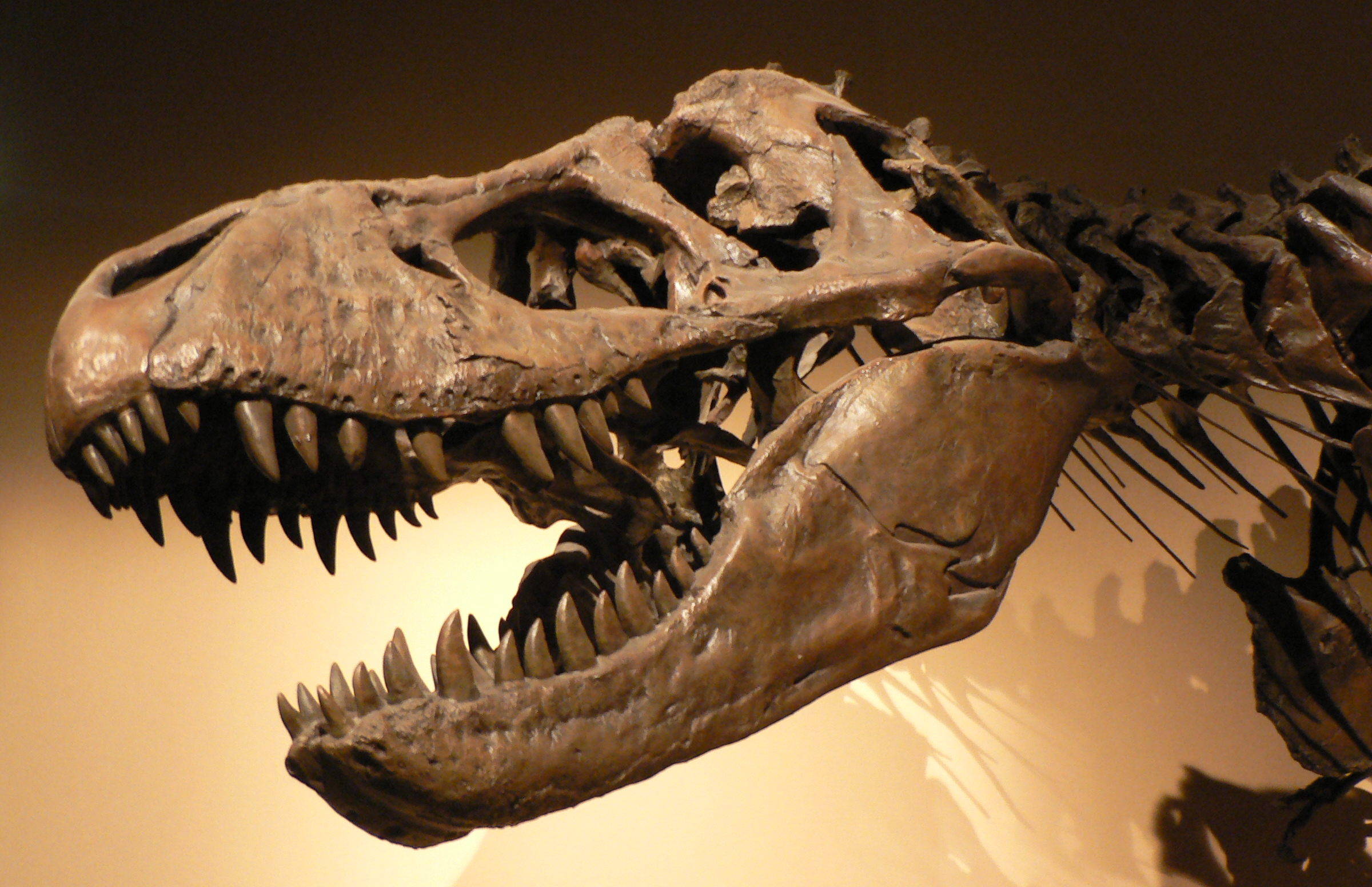
Lebka rodu Tyrannosaurus

- Tylosteus — synonymum rodu Pachycephalosaurus
- Tyrannomimus
- Tyrannosaurus
- Tyrannotitan
- „Tyreophorus“ — nomen nudum

## U
| Obsah: | A B C D E F G H I J K L M N O P Q R S T U V W X Y Z — Viz také |

- Uberabatitan
- Udanoceratops

Ilustrace lebky rodu Udanoceratops.

- Ugrosaurus — zřejmě mladší synonymum rodu Triceratops
- Udelartitan
- Ugrunaaluk
- Uintasaurus — mladší synonymum rodu Camarasaurus
- Ultrasauros — mladší synonymum rodu Supersaurus
- Ultrasaurus (H. M. Kim, 1983)
- Ulughbegsaurus
- Umarsaurus — nomen nudum; Barsboldia
- Unaysaurus
- Unenlagia
- Unescoceratops
- „Unicerosaurus“ — nomen nudum, jedná se o rybu
- Unquillosaurus
- Urbacodon
- Uriash
- Utahceratops
- Utahraptor
- Uteodon

## V
| Obsah: | A B C D E F G H I J K L M N O P Q R S T U V W X Y Z — Viz také |

- Vagaceratops
- Vahiny
- Valdoraptor
- Valdosaurus
- Vallibonavenatrix
- Variraptor
- Vayuraptor
- Vectaerovenator
- Vectensia — mladší synonymum rodu Hylaeosaurus

- Vectidromeus
- Vectipelta
- Vectiraptor

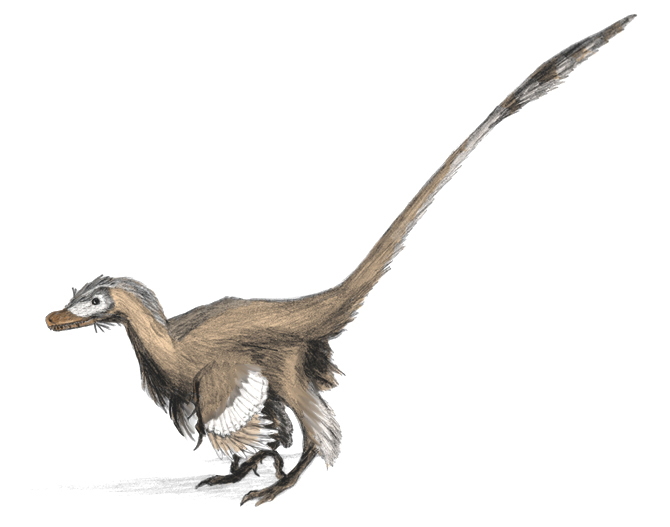
Kresba opeřeného teropoda rodu Velociraptor.

- Vectisaurus — mladší synonymum rodu Iguanodon
- Velafrons
- Velocipes
- Velociraptor
- Velocisaurus
- Venaticosuchus — zřejmě nedinosauří archosaur
- Venenosaurus
- Vespersaurus
- Veterupristisaurus
- Viavenator
- „Viminicaudus“ — nomen nudum; Pinacosaurus
- „Vitakridrinda“[31] — nomen nudum
- „Vitaridrinda“ — špatný přepis rodu „Vitakridrinda“
- Vitakrisaurus
- Volgatitan
- Volkheimeria
- Vouivria
- Vulcanodon

## W
| Obsah: | A B C D E F G H I J K L M N O P Q R S T U V W X Y Z — Viz také |

- Wakinosaurus
- Walgettosuchus
- „Walkeria“ — preokupované jméno, dnes známé jako Alwalkeria
- „Walkersaurus“ — nomen nudum
- Wamweracaudia
- „Wangonisaurus“ — nomen nudum, zřejmě Brachiosaurus nebo Giraffatitan
- Wannanosaurus
- Weewarrasaurus
- Wellnhoferia — jde o rod ptáka, možná mladší synonymum rodu Archaeopteryx
- Wendiceratops
- Wiehenvenator
- Willinakaqe
- Wintonotitan
- Wudingloong
- Wuerhosaurus
- Wulagasaurus
- Wulatelong
- Wulong
- Wyleyia — zřejmě jde o rod ptáka
- „Wyomingraptor“ — nomen nudum

## X
| Obsah: | A B C D E F G H I J K L M N O P Q R S T U V W X Y Z — Viz také |

- Xenoceratops
- Xenoposeidon
- Xenotarsosaurus
- Xianshanosaurus
- Xiaosaurus
- Xiaotingia
- Xingtianosaurus
- Xingxiulong
- Xinjiangovenator
- Xinjiangtitan
- Xiongguanlong
- Xixianykus
- Xixiasaurus
- Xixiposaurus
- Xiyunykus
- Xuanhanosaurus
- Xuanhuaceratops
- „Xuanhuasaurus“ — nomen nudum; Xuanhuaceratops
- Xunmenglong
- Xuwulong

## Y
| Obsah: | A B C D E F G H I J K L M N O P Q R S T U V W X Y Z — Viz také |

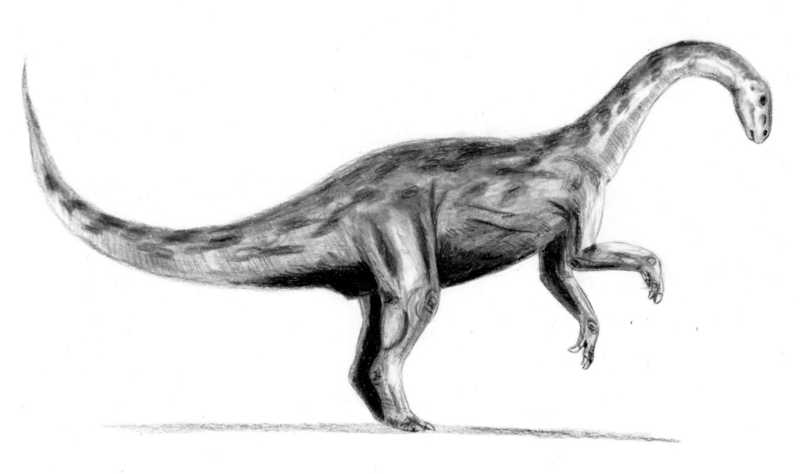
Umělecká rekonstrukce rodu Yunnanosaurus.

- Yaleosaurus — mladší synonymum rodu Anchisaurus
- Yamaceratops
- Yamanasaurus
- Yamatosaurus
- Yanbeilong
- Yandusaurus
- Yangchuanosaurus
- Yanornis — zřejmě pták
- Yaverlandia
- Yaxartosaurus[13] — špatný překlad rodu Jaxartosaurus
- Yehuecauhceratops
- „Yezosaurus“ — nomen nudum; nedinosauří fosílie
- Yi
- „Yibinosaurus“ — nomen nudum
- Yimenosaurus
- „Yingshanosaurus“ — nomen nudum
- Yinlong
- Yixianosaurus
- Yizhousaurus
- Yongjinglong
- Ypupiara
- Yuanmouraptor
- Yuanmousaurus
- Yuanyanglong
- Yuzhoulong
- „Yubasaurus“ — nomen nudum; Yandusaurus
- Yueosaurus
- Yulong
- Yunganglong
- Yunmenglong
- Yunnanosaurus
- „Yunxiansaurus“ — nomen nudum
- Yunyangosaurus
- Yurgovuchia
- Yutyrannus
- Yuxisaurus

## Z
| Obsah: | A B C D E F G H I J K L M N O P Q R S T U V W X Y Z — Viz také |

- Zalmoxes
- Zanabazar

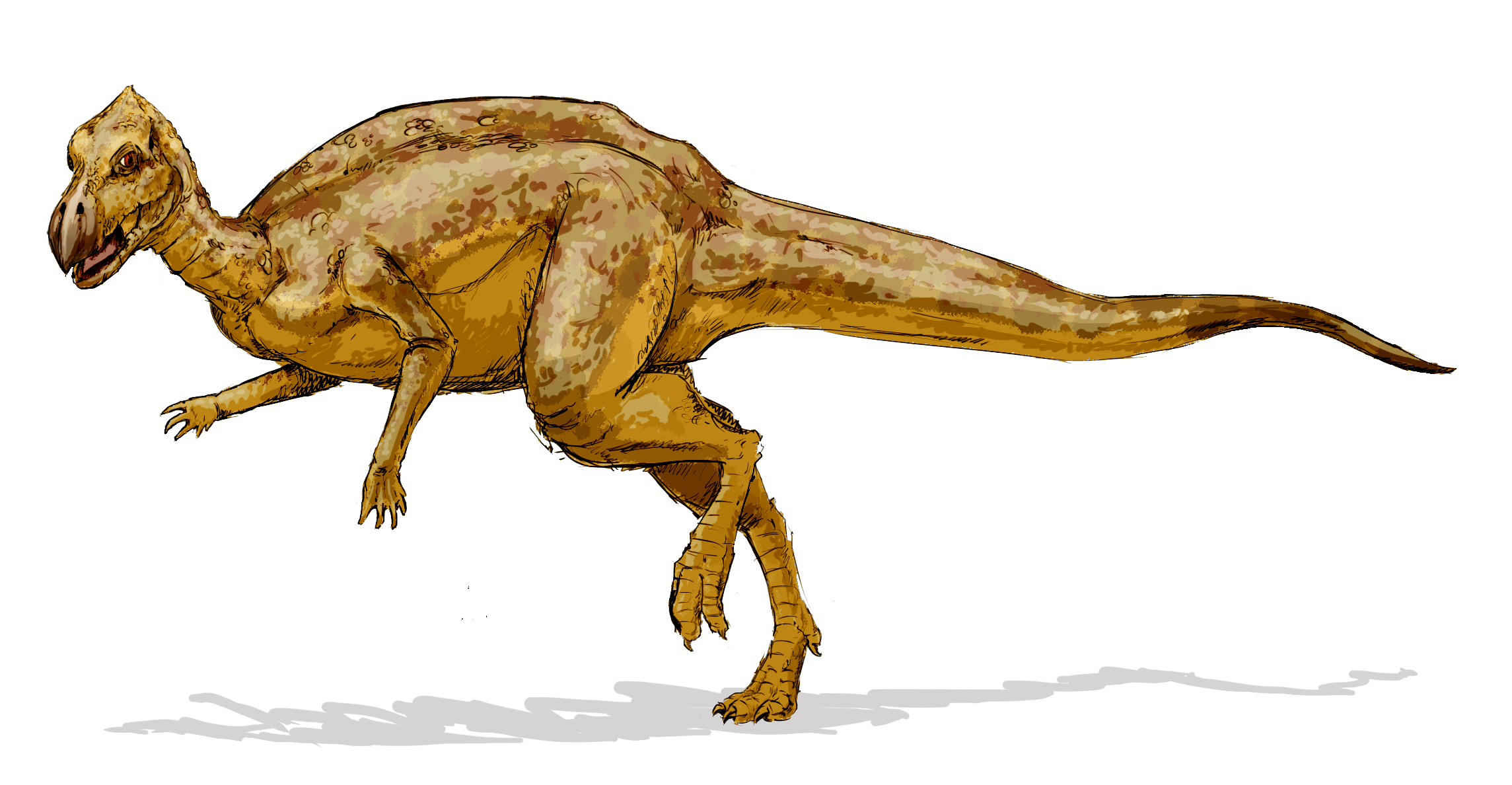
Umělcova představa vzhledu rodu Zalmoxes.

- Zanclodon — zřejmě nejde o dinosaura, některé fosílie snad patří rodu Megalosaurus a Plateosaurus
- Zapalasaurus
- Zapsalis — mladší synonymum rodu Paronychodon
- Zaraapelta
- Zatomus — nedinosauří archosaur (rauisuch)
- Zby
- Zephyrosaurus
- Zhanghenglong[32]
- Zhejiangosaurus
- Zhenyuanlong
- Zhongjianosaurus
- Zhongyuansaurus
- Zhuchengceratops
- Zhuchengosaurus
- Zhuchengtitan
- Zhuchengtyrannus
- Ziapelta
- Zigongosaurus — zřejmě mladší synonymum rodu Mamenchisaurus
- Zizhongosaurus
- Zuniceratops
- Zuolong
- Zuoyunlong
- Zupaysaurus
- Zuul